# Mănăstirea Strâmba

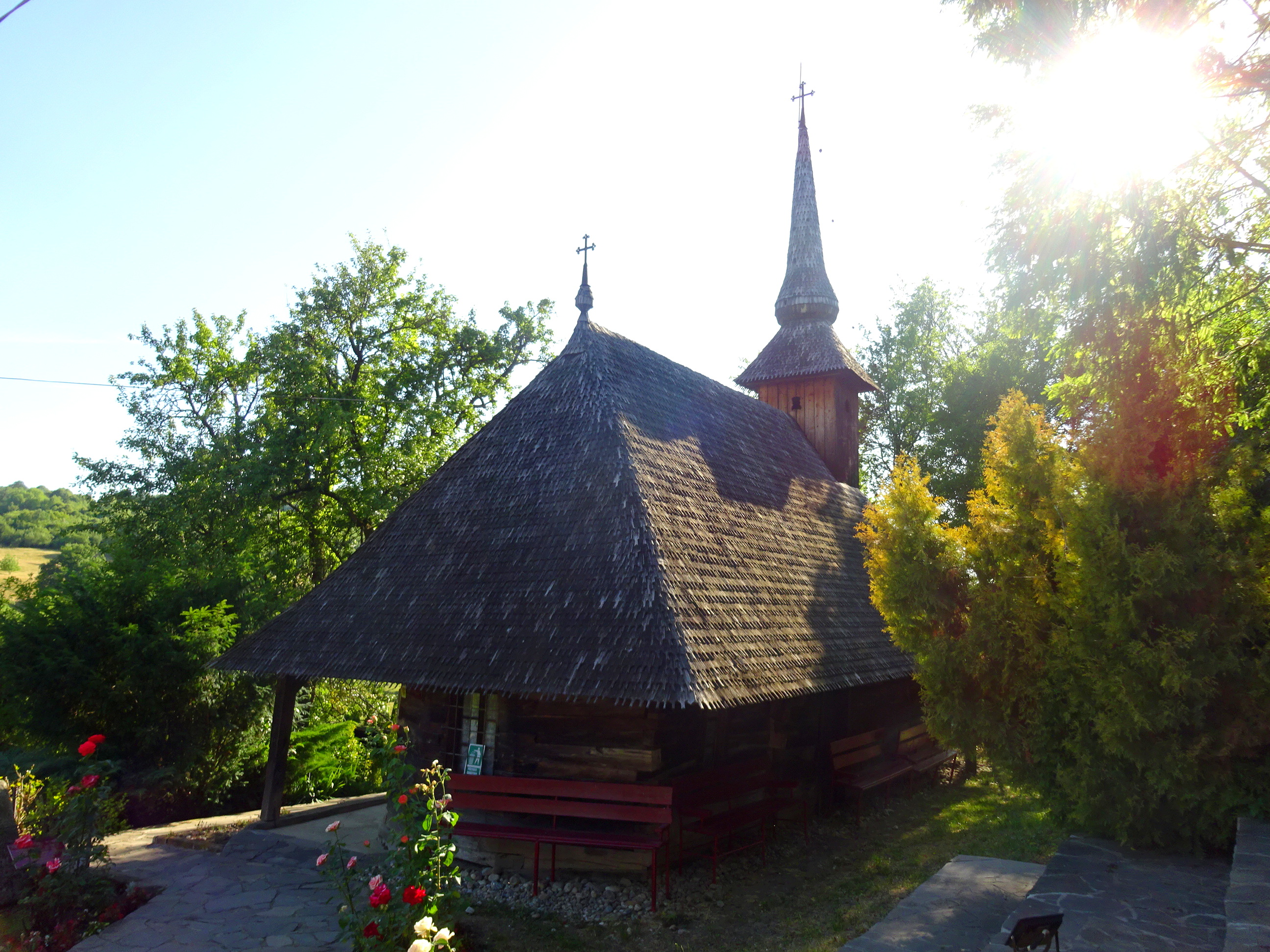
Biserica de lemn a Mănăstirii Strâmba (monument istoric)

Mănăstirea Strâmba şi Mănăstirea Popteleac în harta iosefină, 1769-1773. „Mănăstirea Fizeşuşui”, revitalizată în zilele noastre sub numele de Mănăstirea Strâmba, apare marcată pe „Valea Strâmbei a la stânga”. La răsărit, în hotarul satului Popteleac, este marcată „Mănăstirea Popteleac” la izvorul „Văii Mănăstirii”.

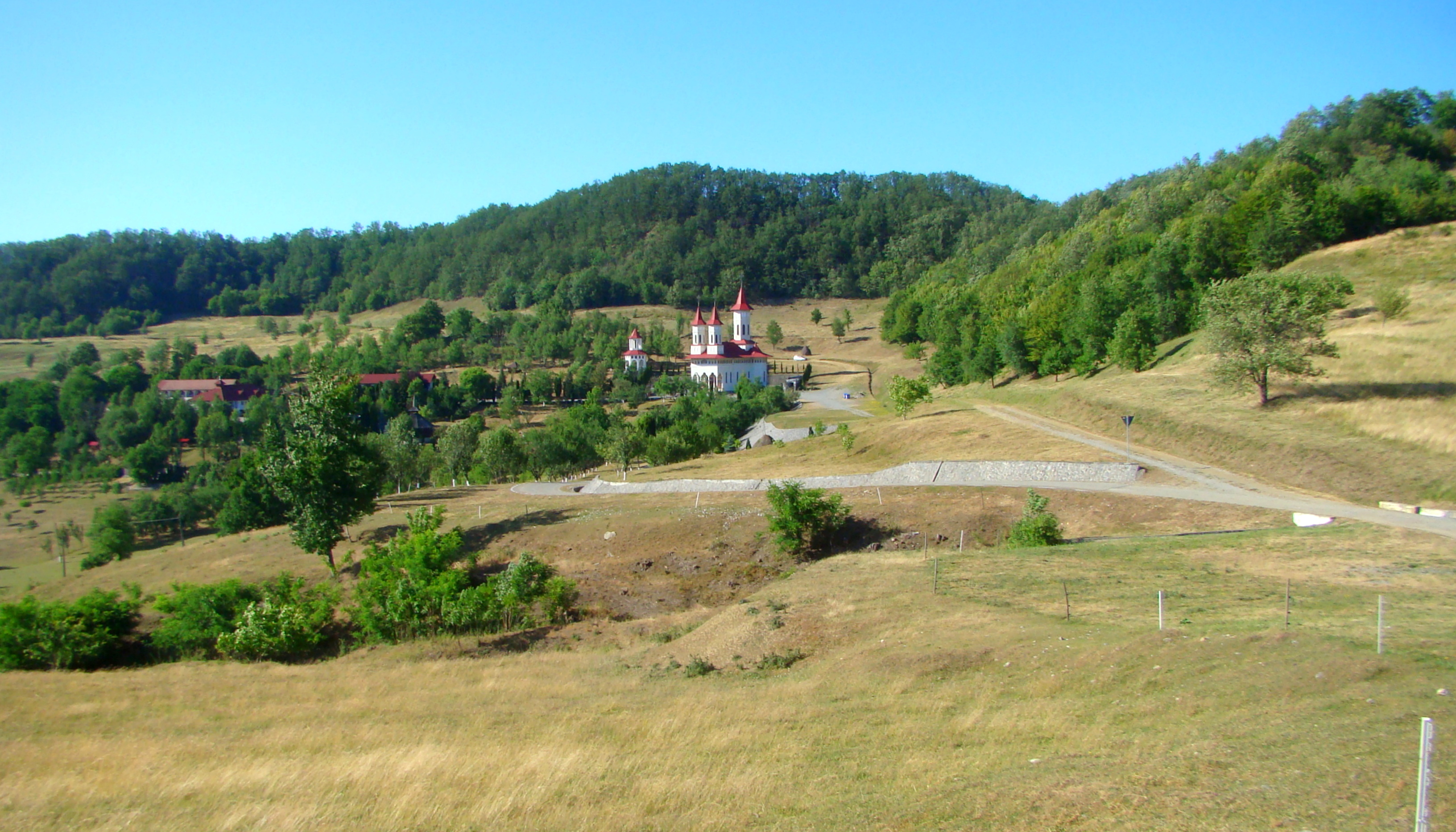
Mănăstirea și împrejurimile

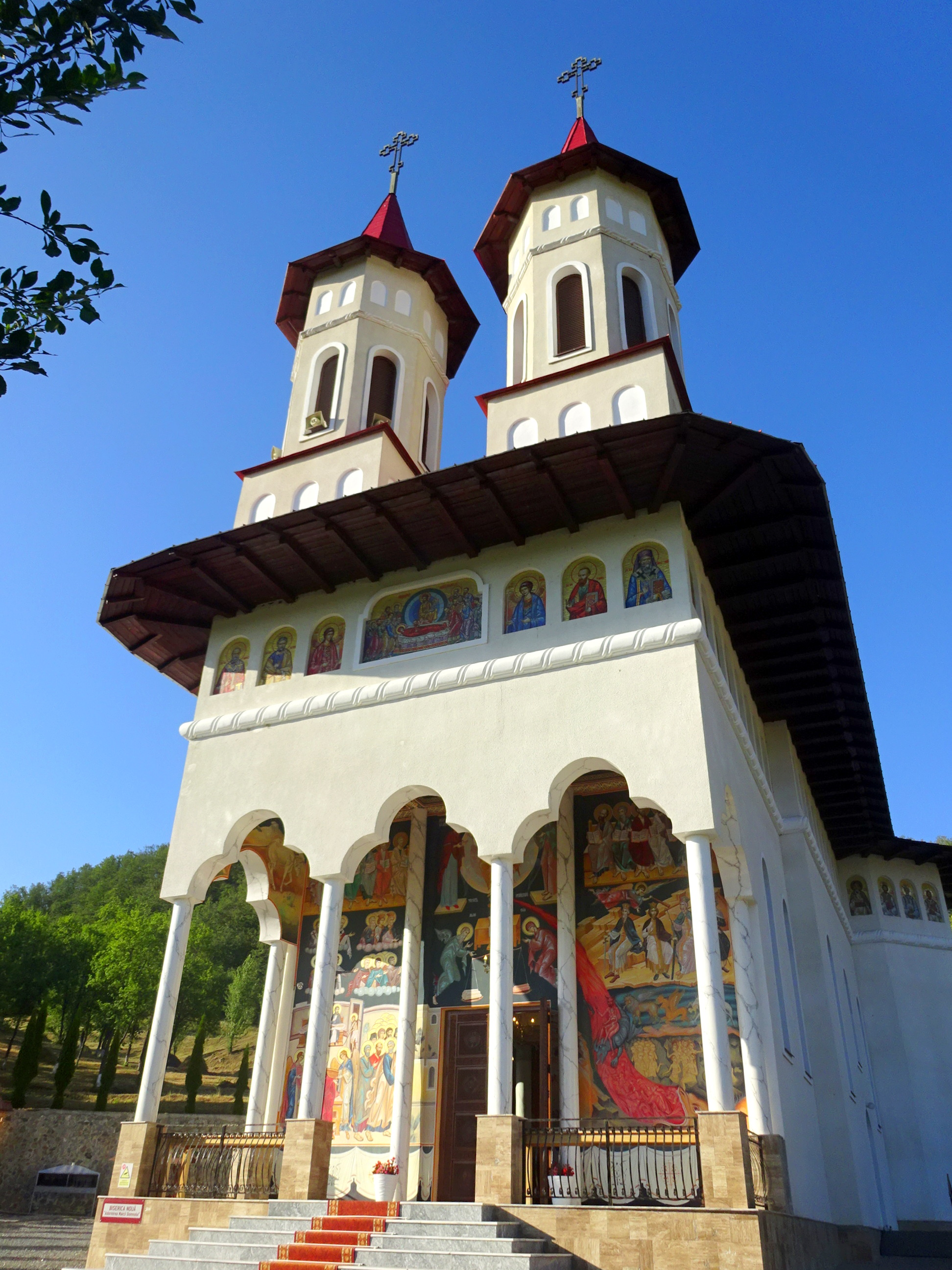
Biserica nouă cu hramul Adormirea Maicii Domnului (2010-2022)

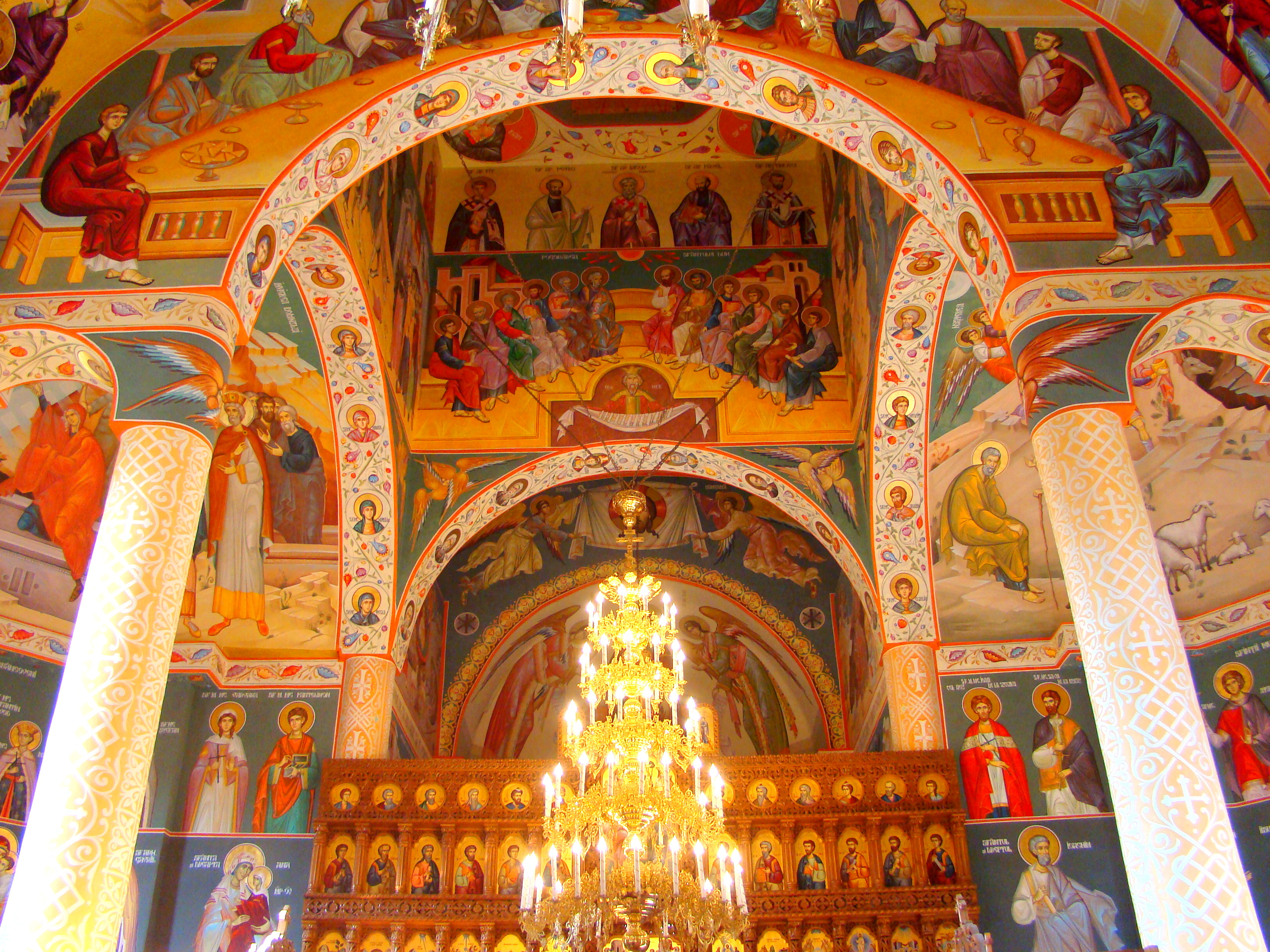
Biserica nouă cu hramul Adormirea Maicii Domnului (2010-2022)

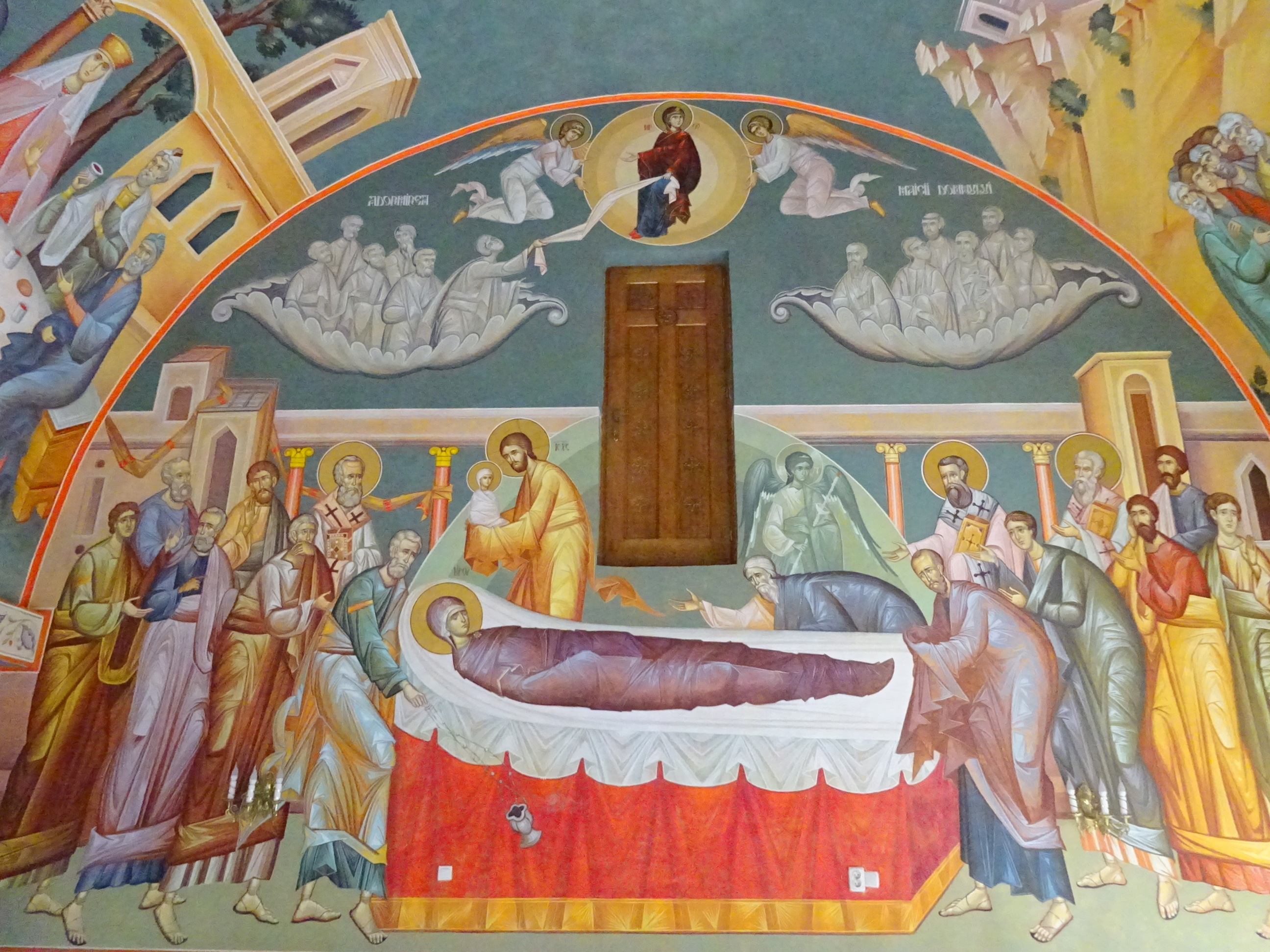
Hramul mănăstirii: Adormirea Maicii Domnului

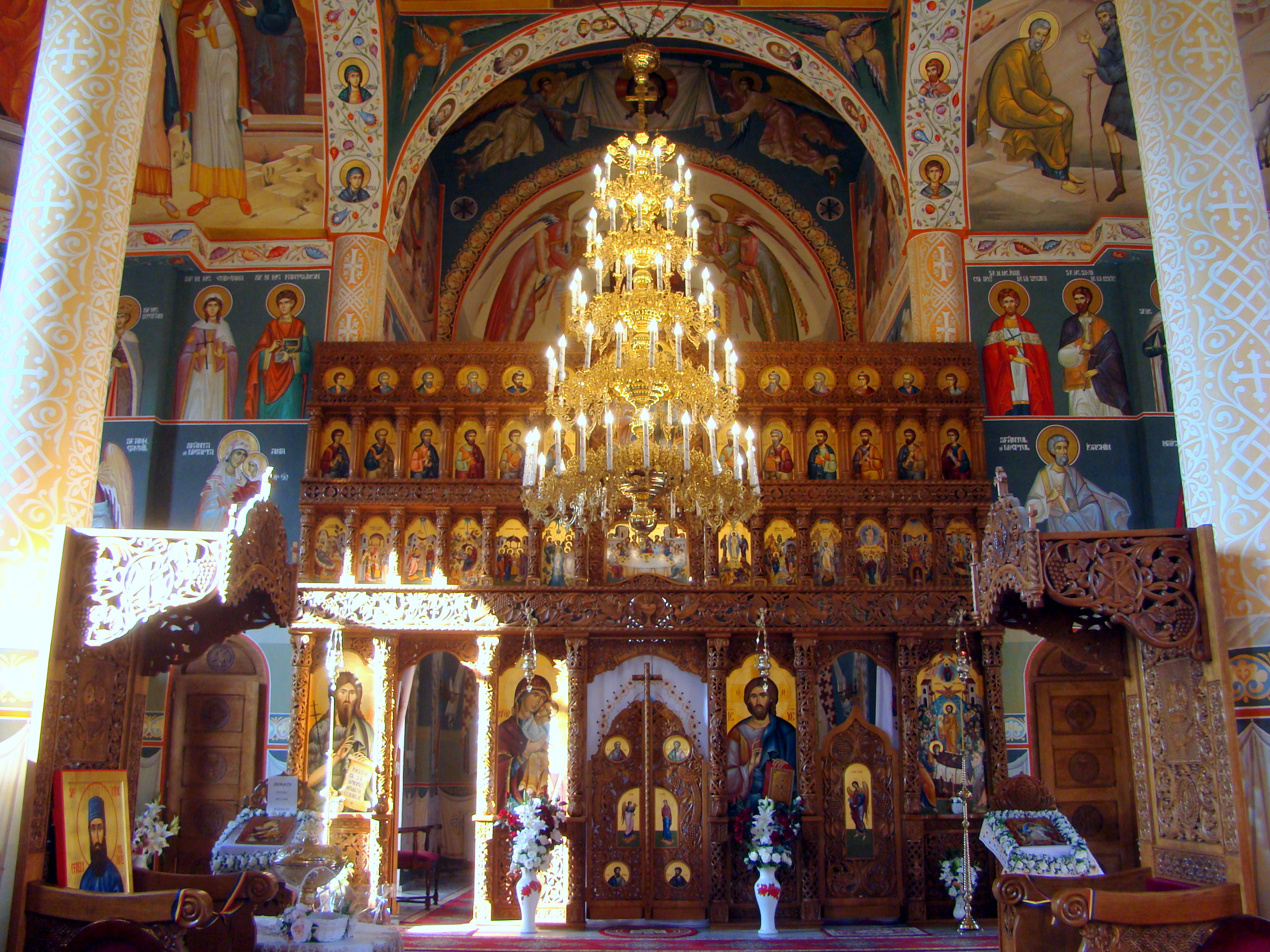
Iconostasul bisericii noi

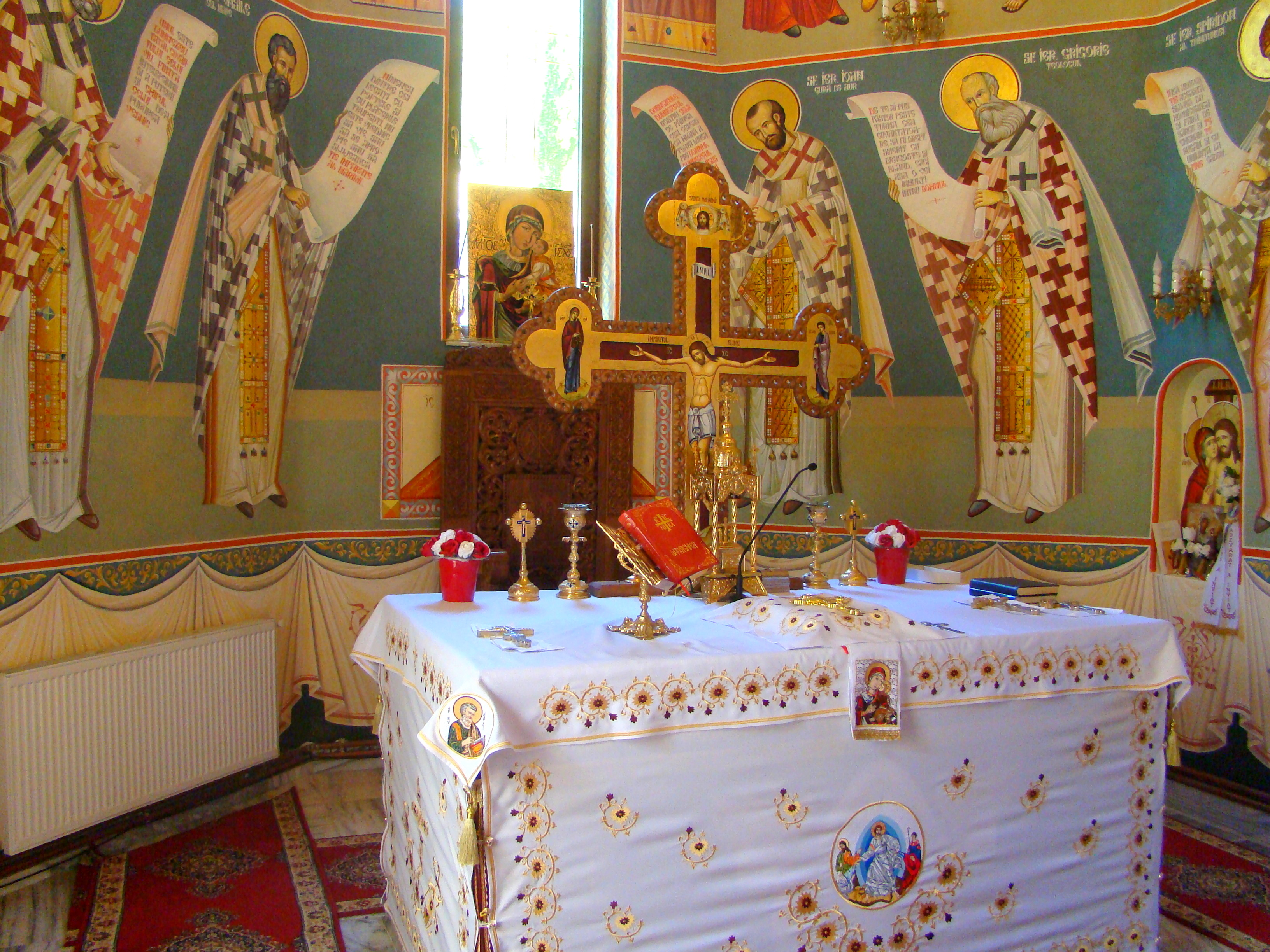
Masa altarului și Sfinții Ierarhi

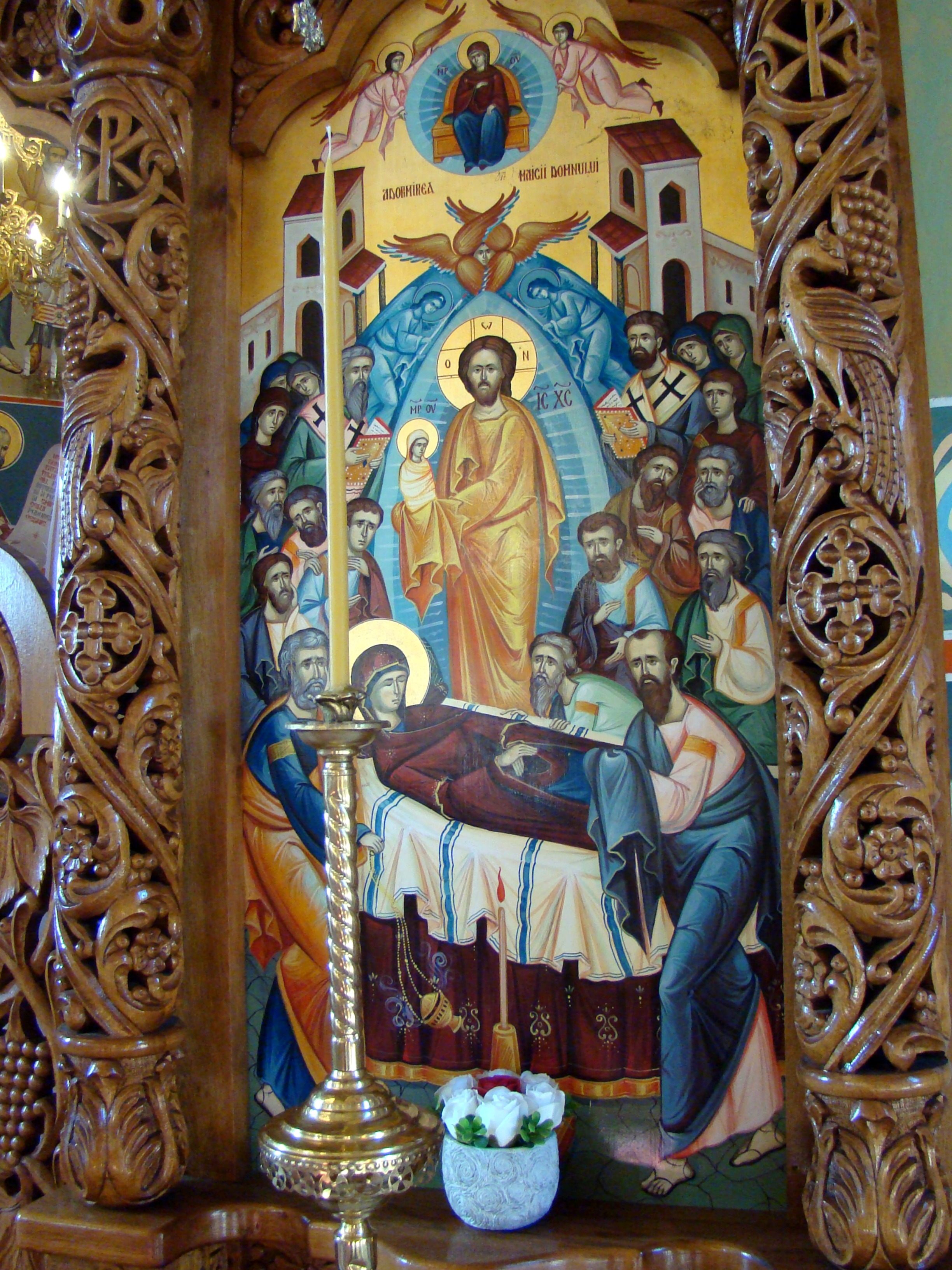
Icoana de hram

Mănăstirea Strâmba este una dintre mănăstirile ortodoxe vechi ale Transilvaniei, înființată după unele surse, în secolul XV, în localitatea Păduriș, județul Sălaj. Începuturile mănăstirii datează din anul 1470, conform cercetărilor documentare ale istoricului Augustin Bunea și afirmatiilor egumenului Nichifor din anul 1761. După întreruperea activității pentru circa 280 de ani, în 1993 s-a hotărât reînființarea ei. 
Numele provine probabil de la o credincioasă „strâmbă și șchiopă” care a lăsat moștenire locul bisericii. Este situată la marginea satului Păduriș, fiind singura mănăstire de călugări din județul Sălaj. Singura construcție a fostului ansamblu monahal care se mai păstrează și azi este biserica din lemn, cu hramul Adormirea Maicii Domnului.

## Vechimea mănăstirii
Nu există date certe despre momentul întemeierii mănăstirii, despre care Augustin Bunea spunea că este „vestită prin vechimea ei”, iar Nicolae Iorga o numea, „bătrâna mănăstire a Strâmbei, lângă Fizeş”. Într-o scrisoare din 1761 adresată episcopului Petru Pavel Aron, Nichifor, stareţul mănăstirii, îl informa pe ierarh că mănăstirea „a trecentis propre anni stat et stabat”, întemeindu-şi afirmaţia pe o inscripţie aflată pe un perete al bisericii vechi de lemn. Informaţia, astăzi imposibil de verificat ca urmare a dispariţiei ei - probabil ca efect a lambrisării interiorului în vremea lui Nichifor sau a zugrăvirii din 1792 - situează începuturile aşezământului monahal în 1461.
Informaţia este asumată şi introdusă în istoriografie şi de către Ştefan Lupşa care, referindu-se la mănăstirile din secolul XV, aflate în 1947 sub jurisdicţia canonică a Mitropoliei Ardealului, o pomeneşte şi pe cea de la „Strâmba de Fizeş (cu inscripţie din 1461)”.
Tot pe baza acelei scrisori, Augustin Bunea aprecia în 1902, că „mănăstirea aceasta a fost înfiinţată pe la 1470”, dată însuşită de numeroşi istorici. Mai mult, i s-a atribuit lui Bunea meritul de a fi descoperit noi documente care confirmă informaţia lui Nechifor. În realitate, meritul lui Bunea constă doar în publicarea scrisorii acestuia, până în prezent acesta fiind unicul document referitor la data întemeierii mănăstirii. Având ca sursă documentară aceeaşi scrisoare şi lucrările publicate până la data elaborării studiului său, Ștefan Meteș afirmă că mănăstirea din Strâmba Fizeşului „a fost clădită pe la 1470-1480”.
În Şematismul jubiliar al Mitropoliei greco-catolice Blaj, editat în 1900, Augustin Bunea, folosind ca bază inscripţia de pe clopotul mic al bisericii: „A[nul] D[omnului] I[isus] = 1679 afirmă că mănăstirea exista în acel an, putând fi chiar mai veche.
Unii istorici preferă cantonarea datei întemeierii într-un spaţiu cronologic secular. Astfel academicianul Marius Porumb scrie că aşezarea monahală de la Strâmba Fizeşului a fost întemeiată încă în secolul XV. Într-o amplă şi documentară lucrare despre monahismul românesc şi părintele Ioanichie Bălan apreciază că mănăstirea a fost fondată în secolul al XV-lea.
O dată mai apropiată de certitudine promovează Dicţionarul mănăstirilor din Transilvania care, referindu-se la prezenţa fostului episcop de Roman, Pahomie, la mănăstire, fapt petrecut în 1716-1717, lasă să se înţeleagă că aşezământul monahal ar putea data din jurul acestei date. Ocolind capcanele tradiţiei şi documentele neverificabile, academicianul Mircea Păcurariu aprecia că mănăstirea face parte din cele „atestate documentar în primele şase decenii ale secolului XVIII”.
În 17 februarie 1795, protopopul Alexandru Anghel şi parohul Fizeşului, preotul Timotei, au întocmit un inventar, „despre lucruri ce au fost sub călugărul Nichifor şi ce se află astăzi din agonisitele călugărului Onisim”. Potrivit acestui document „biserica de nou de răposatul Nichifor, din lemn de goron” a fost făcută ceea ce l-a determinat pe monograful comitatului Dăbâca, să afirme că mănăstirea a fost înfiinţată în 1795. În realitate Nechifor - ultima dată menţionat în 1765 - a făcut o reparaţie capitală, după propria sa mărturie, biserica mănăstirii datând „a trecentis prope anni...”.
După cum se poate deduce din cele de mai sus data întemeierii mănăstirii este fixată într-un interval cronologic de patru secole (XV-XVIII), rămânând în continuare o problemă nedezlegată după peste un veac de cercetări. Poate eventuale cercetări arheologice să facă lumină  în această privință. Chiar dacă ele nu vor avea loc, vechimea mănăstirii este incontestabilă, iar faptul că a fost asimilată de tradiţie ca bun patrimonial obştesc şi de conştiinţele credincioşilor ca reper spiritual, este mai important decât un atestat documentar.

## Reînființarea mănăstirii
În 1993 mănăstirea Strâmba-Păduriş a fost reactivată prin decizia Episcopiei Oradiei. Trecuseră peste 200 de ani de când a încetat aici viaţa monahală de obşte, însă amintirea acestui lăcaş mănăstiresc n-a dispărut niciodată. Anual, la 15 august, ziua Adormirii Maicii Domnului, o mulţime de credincioşi veneau să asculte Sfânta Liturghie, să se roage, să se împărtăşească, menţinând vie în conştiinţa generaţiilor tinere, istoria acestui loc.
Timp de peste 200 de ani, neţinând seama nici de ordinele imperiale, nici de ameninţările regimului totalitar comunist, credincioşii au făcut din Strâmba mănăstire de pelerinaj, sperând că împrejurări favorabile o vor reaşeza la rosturile ei dintâi. Aceste împrejurări au venit după 1989 când societatea românească s-a reaşezat pe temeiuri care au îngăduit şi refacerea vieţii monahale în Transilvania.
La începutul anului 1993, Episcopia Ortodoxă Română a Oradiei, a adresat Patriarhiei Române propunerea de (re)înfiinţare a mănăstirii de călugări Strâmba-Păduriş, susţinând propunerea cu argumente istorice şi religioase: vechimea mănăstirii, rolul ei în viaţa creştinilor, ca unică mănăstire de pelerinaj din județul Sălaj.
În şedinţa din 6-8 iulie 1993, Sfântul Sinod al Bisericii Ortodoxe Române a aprobat propunerea de înfiinţare a mănăstirii de călugări Strâmba, cu hramul „Adormirea Maicii Domnului”, hotărâre comunicată Episcopiei cu adresa nr. 4135 din 3 august 1993.
Simultan cu acest demers, a fost preluată biserica mănăstirii din administrarea parohiei Stupini şi încredinţată unei mici obşti monahale a cărui stareţ era Rafail Mâţ (Gheorghe pe numele de mirean, originar din Moisei). În afară de biserică şi de clădirea dărăpănată a şcolii, nu mai era nimic.
Totul trebuia luat de la început. Confruntarea cu dificultăţile a descurajat vieţuitorii, deşi credincioşii din Păduriş i-au sprijinit generos, mica obşte s-a destrămat destul de repede, unii plecând la alte mănăstiri. După plecarea lui Rafail, ascultarea de stareţ a fost încredinţată fratelui Silvaşiu Ioan, de la mănăstirea Hodoş-Bodrog, din Eparhia Aradului. Împreună cu rasoforul Pimen şi cu ceilalţi călugări, Silvaşiu a început construirea casei monahale cu materiale recuperate din clădirea fostei şcoli.
La sfârşitul toamnei anului 1996, în 1 octombrie stăreţia a fost încredinţată ieromonahului Grighentie Oţelea de la mănăstirea Izbuc. Noul stareţ s-a dovedit a fi nu doar un trăitor profund, ci şi un priceput organizator şi bun gospodar, care în timp, cu sprijinul a numeroși binevoitori și donatori, a redat mănăstirii strălucirea de odinioară.

## Imagini din exterior

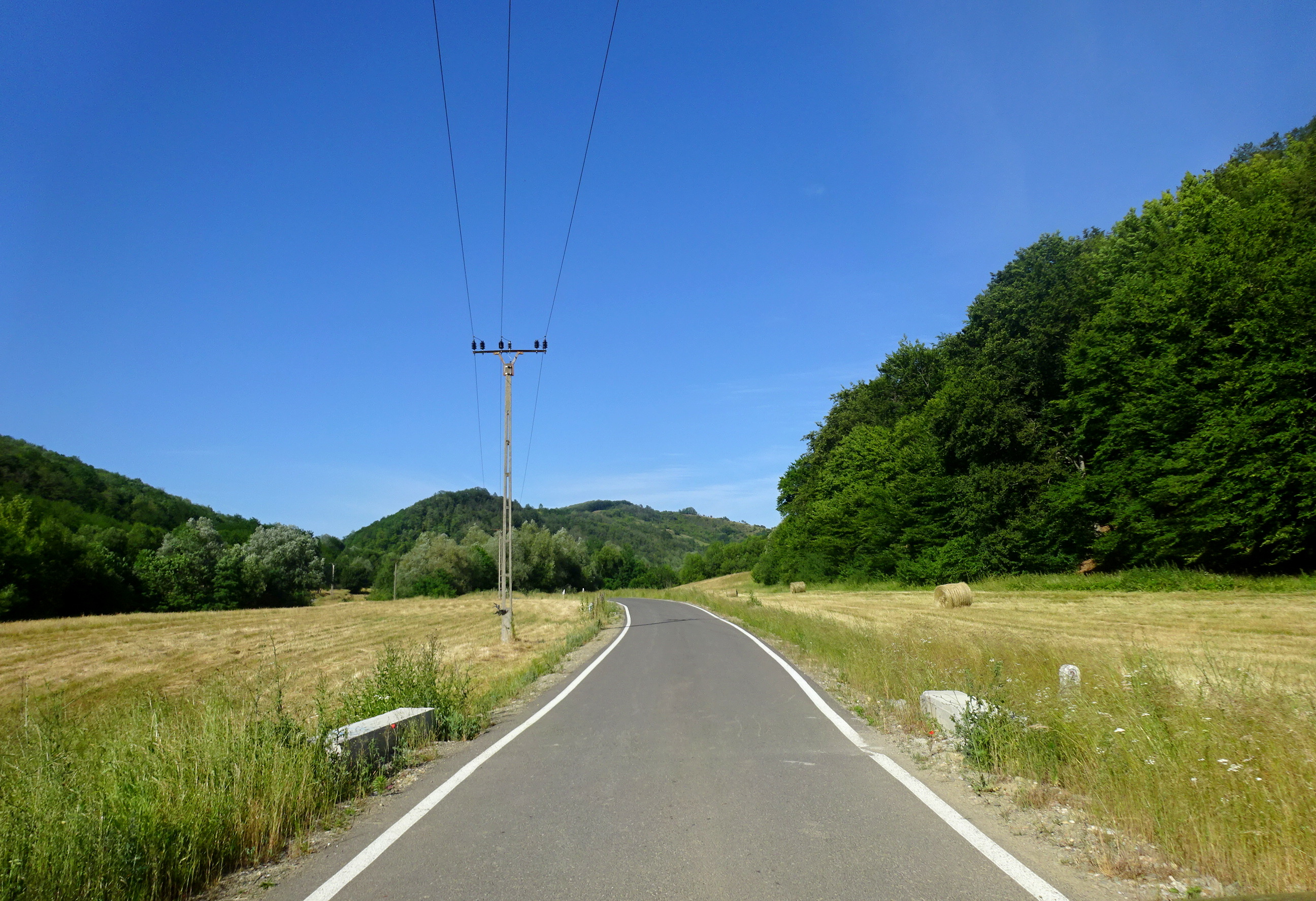
Drumul spre mănăstire, asfaltat cu sprijinul Consiliului Județean Sălaj
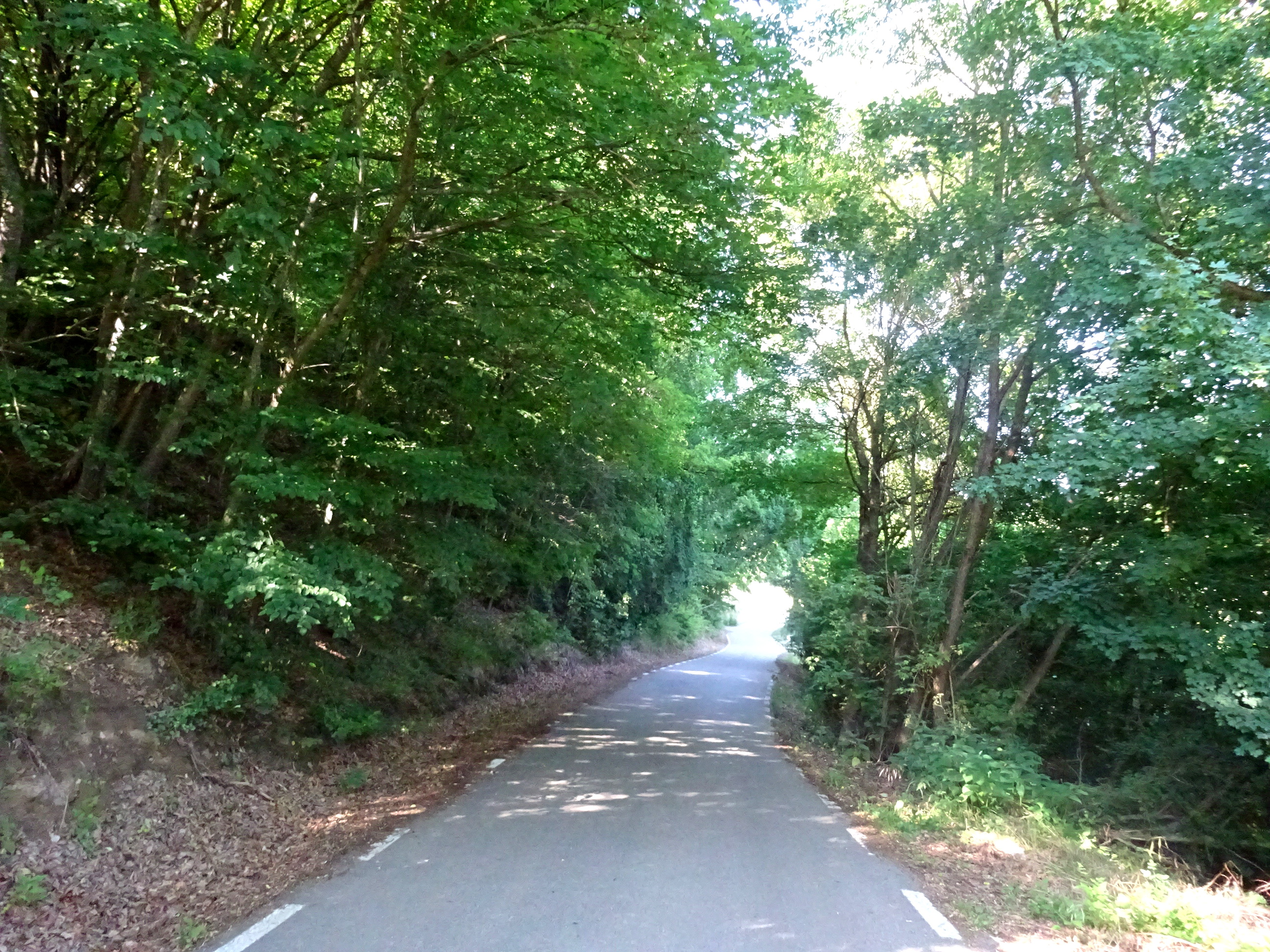
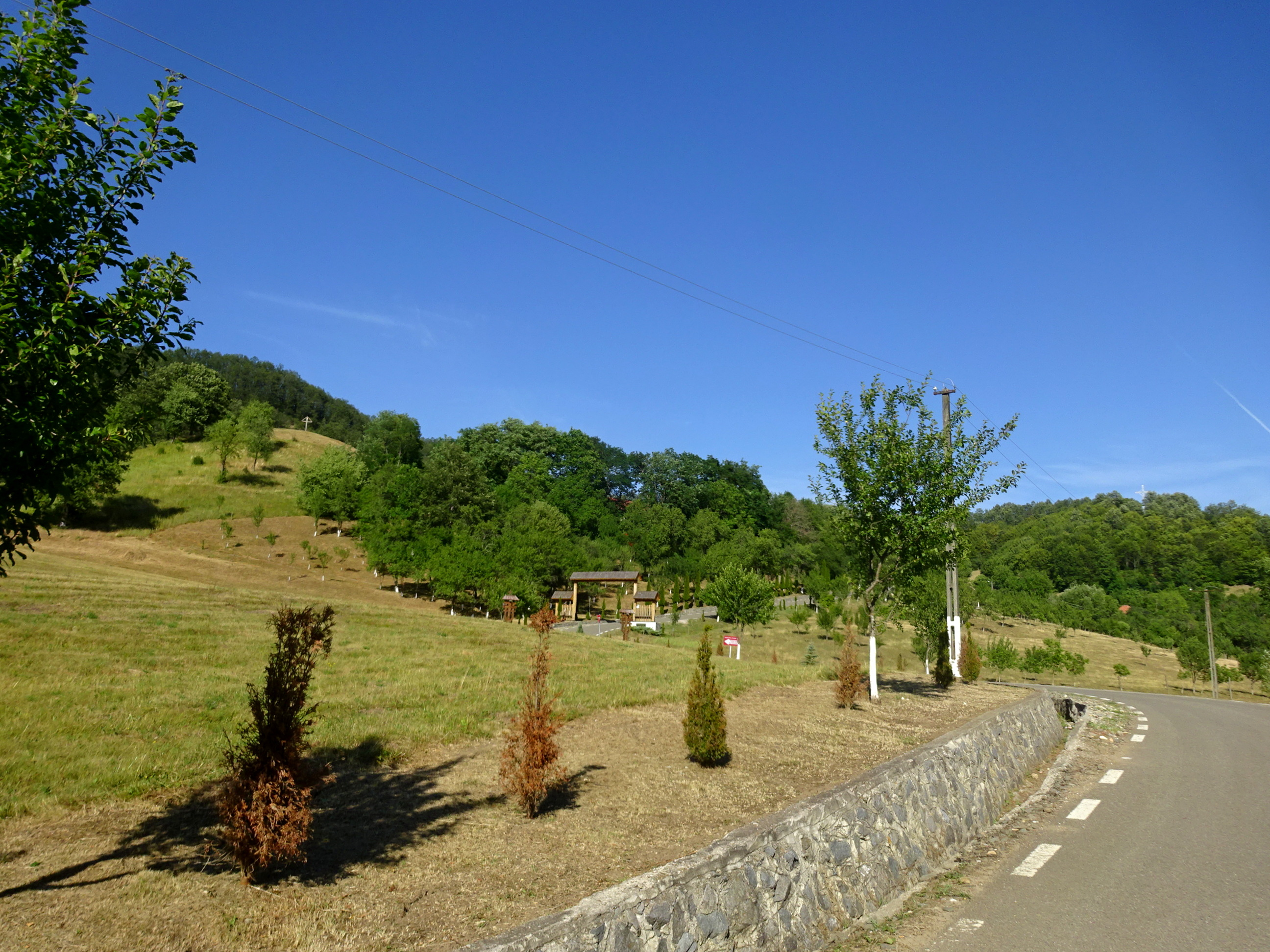
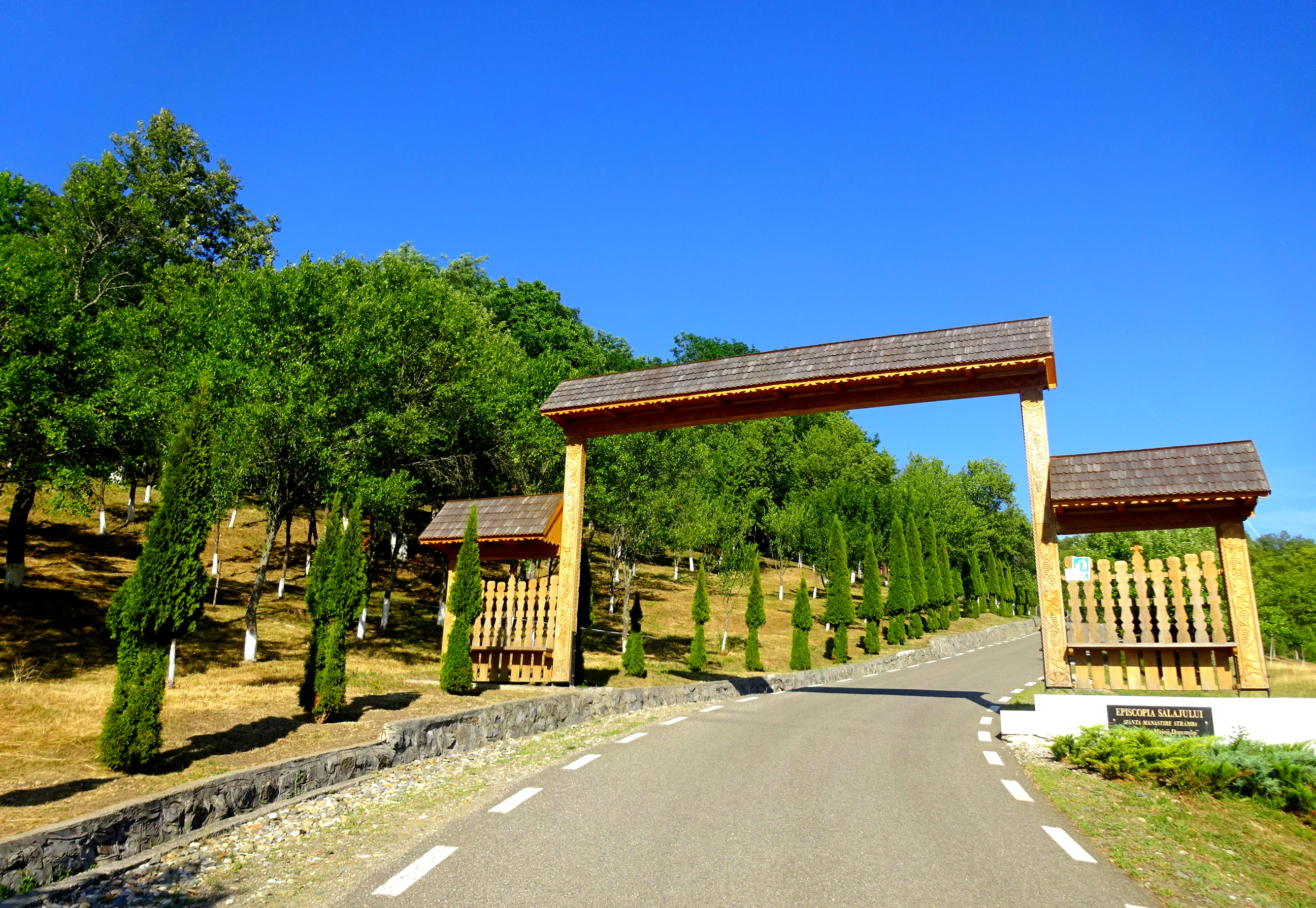
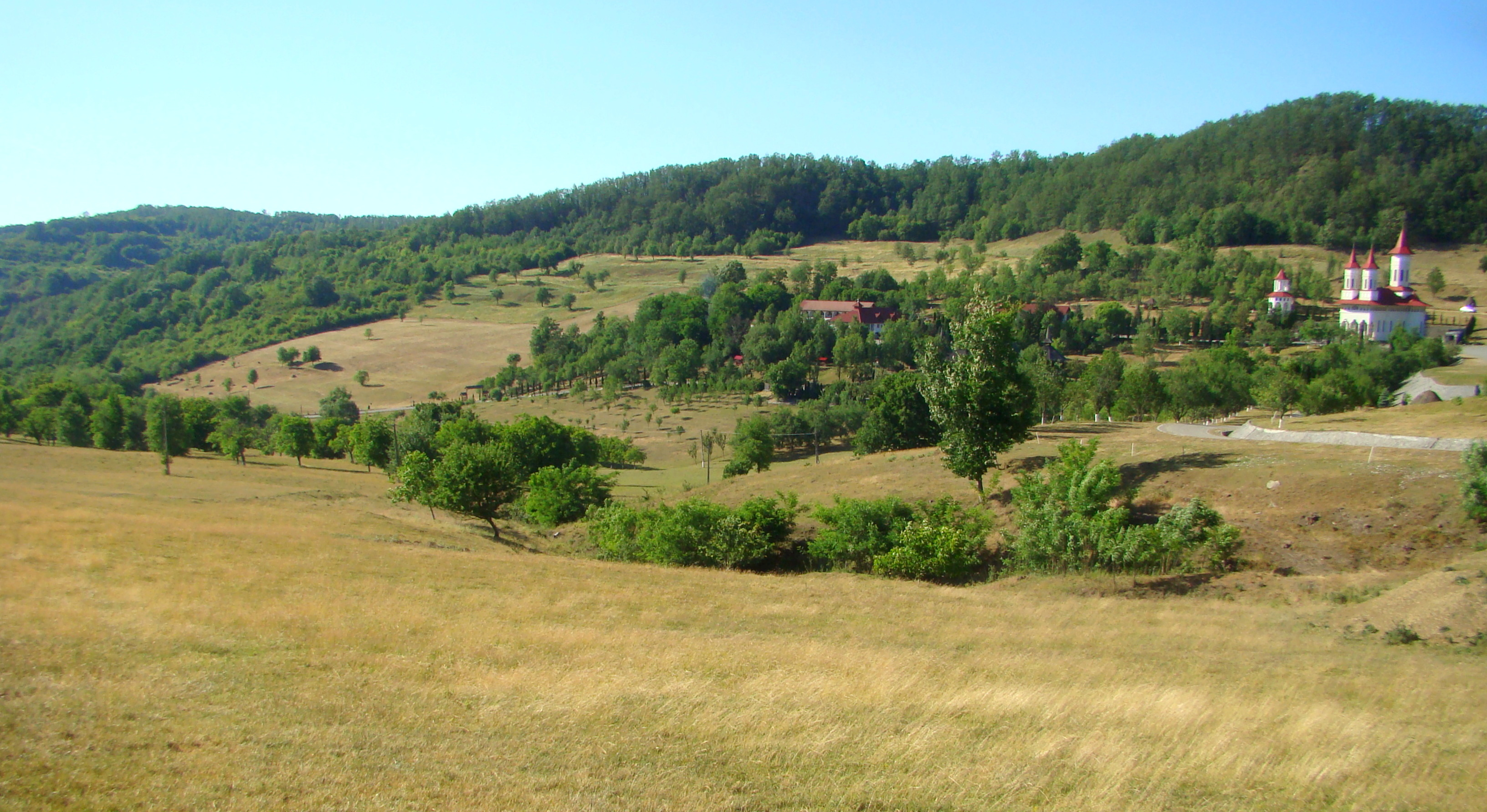
Mănăstirea și împrejurimile
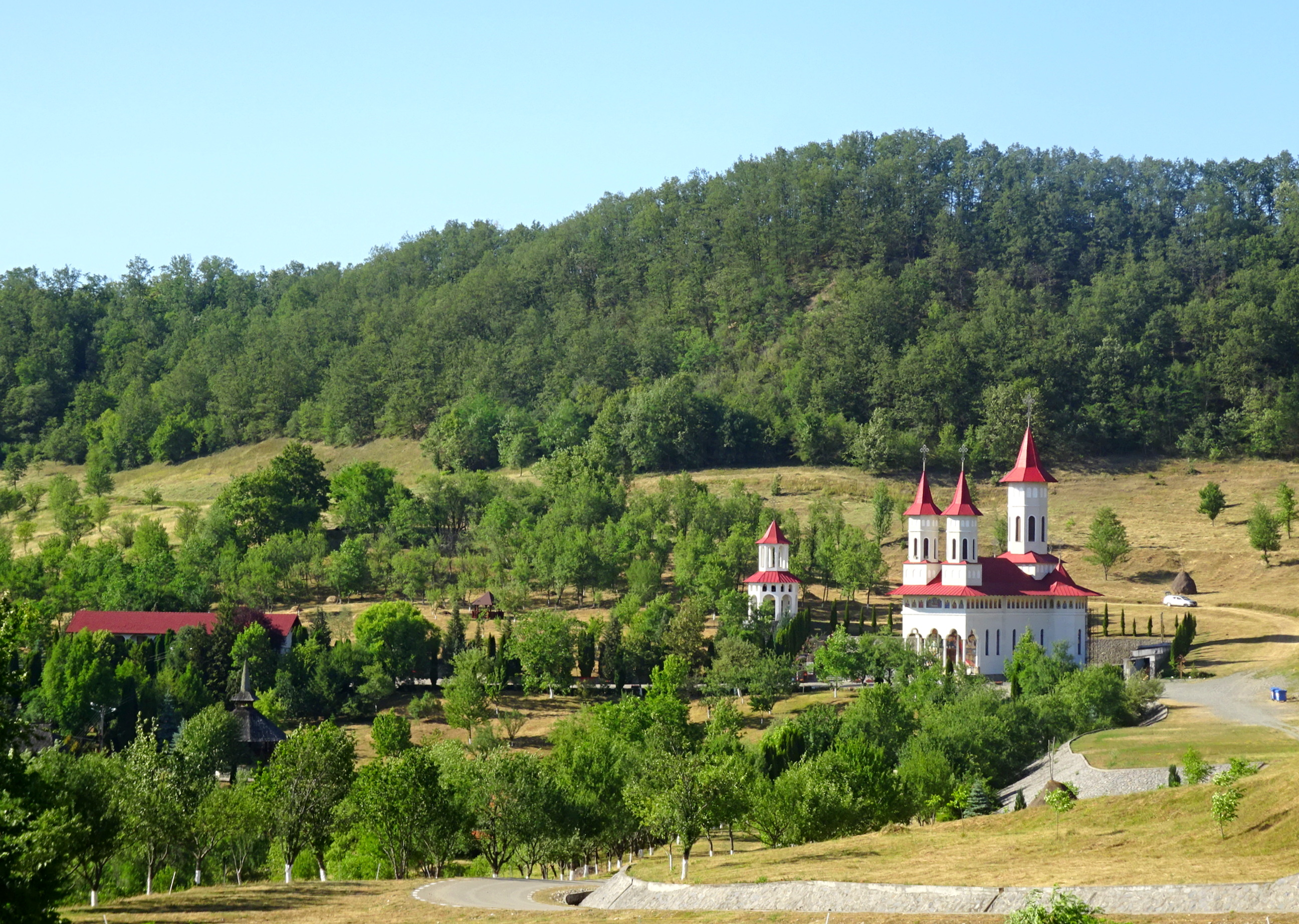
Vedere dinspre satul Păduriș
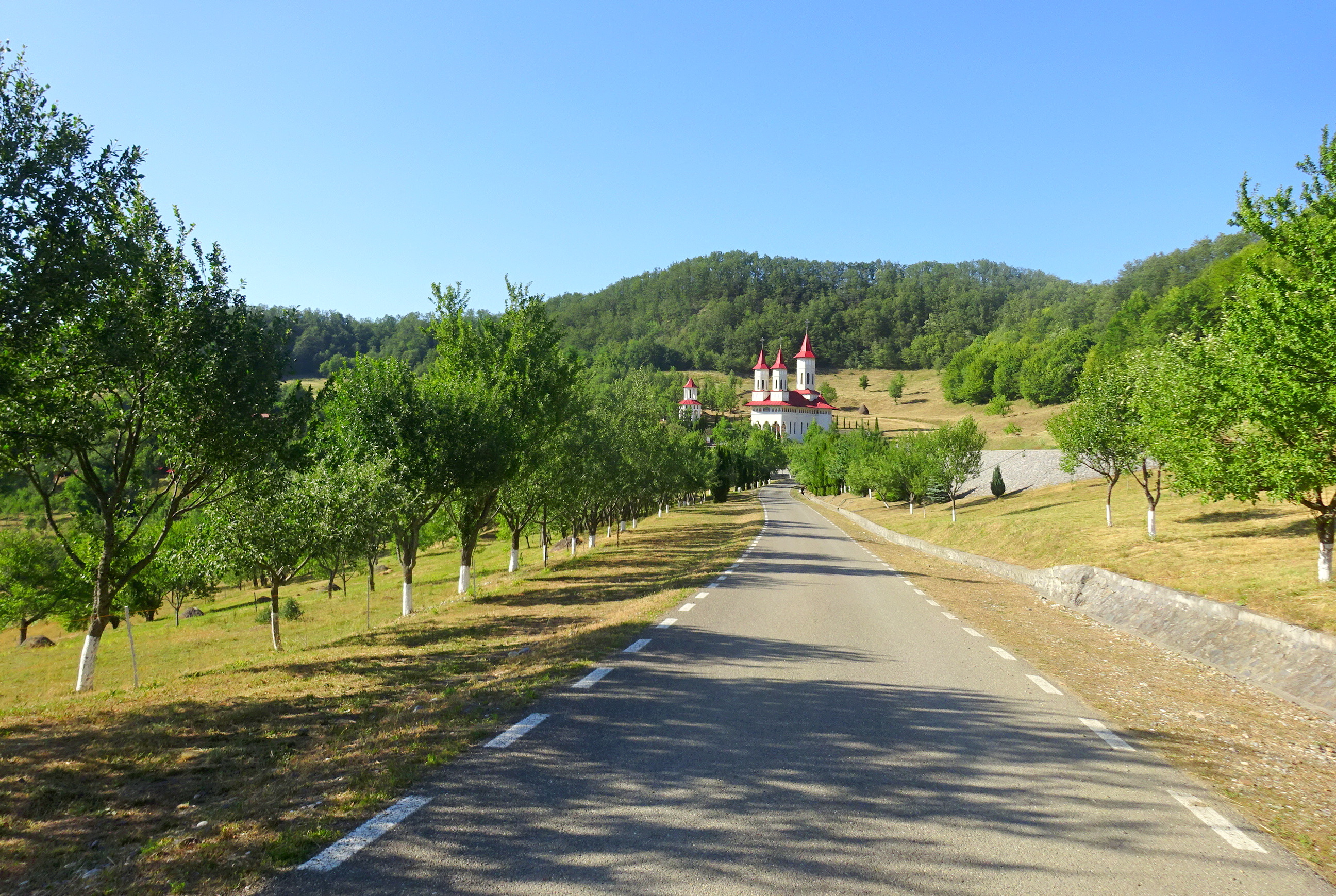
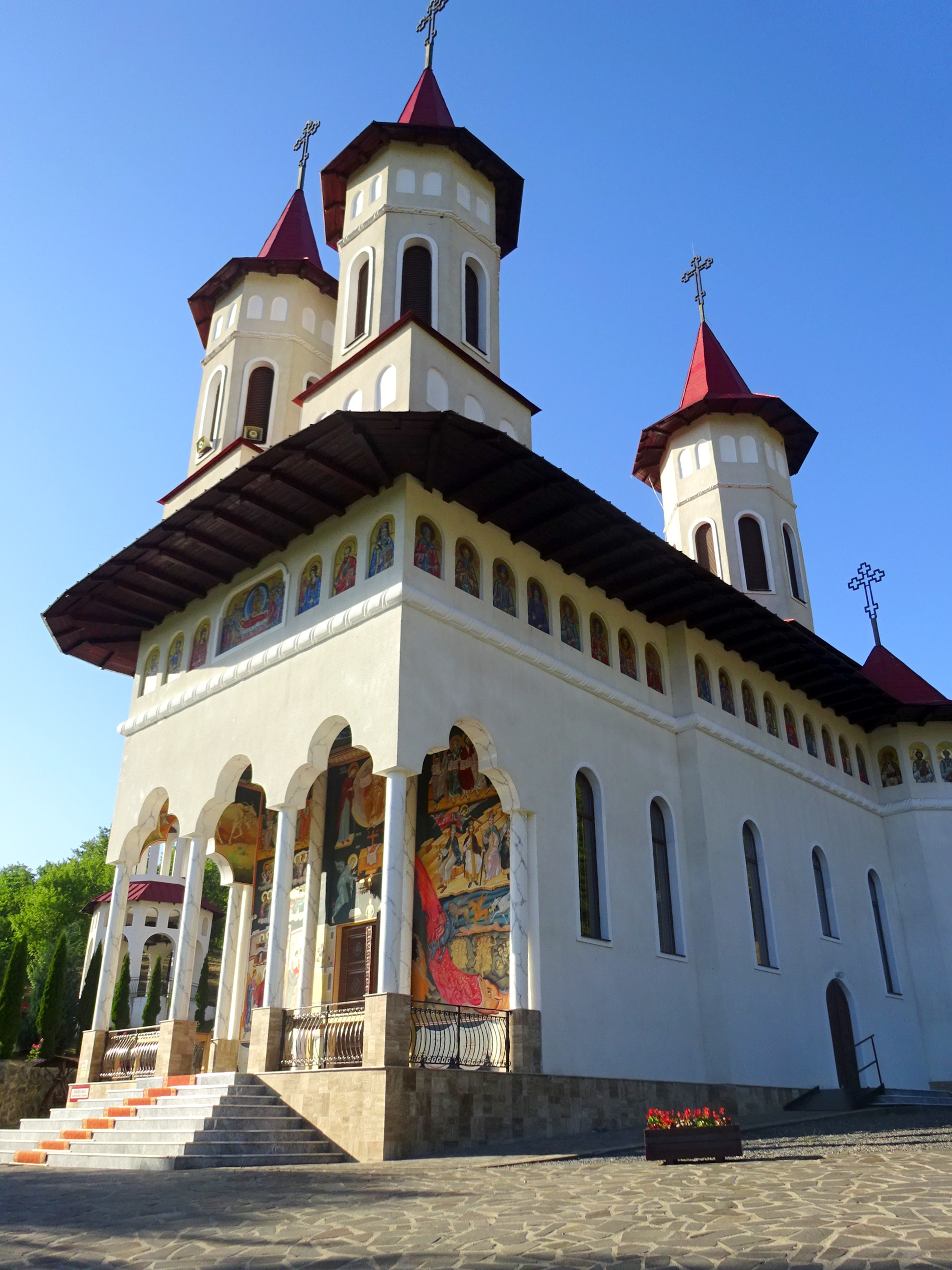
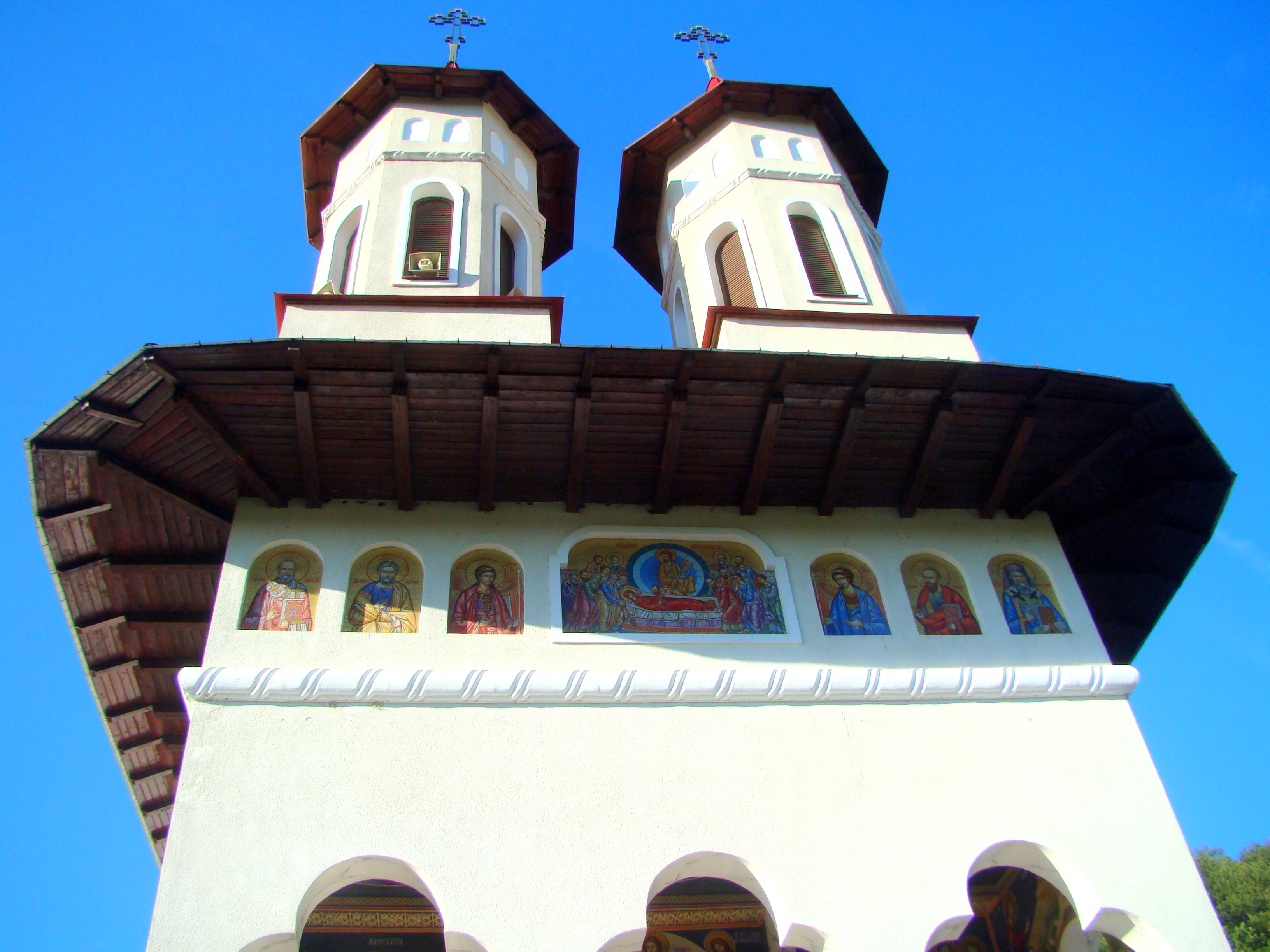
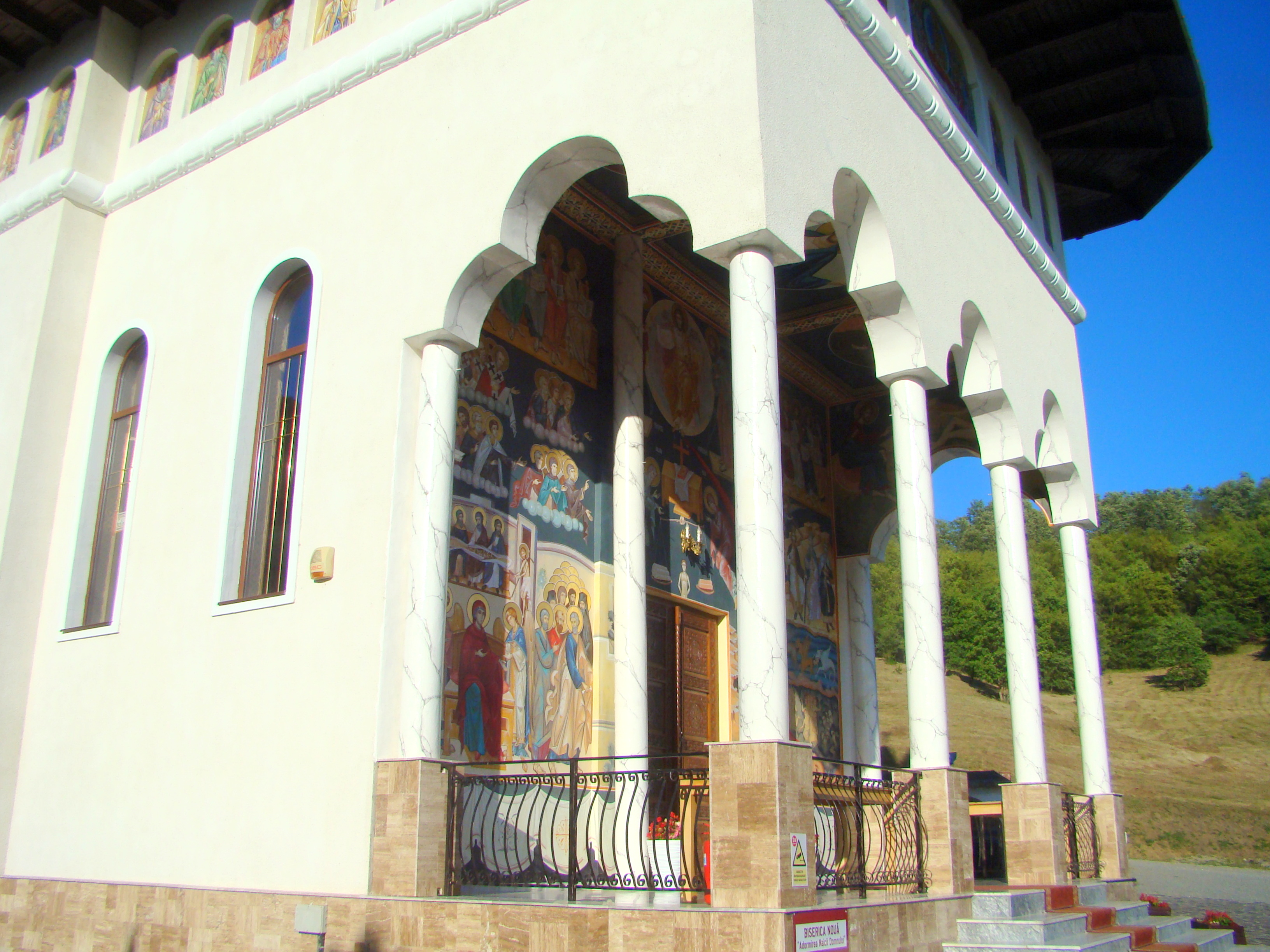
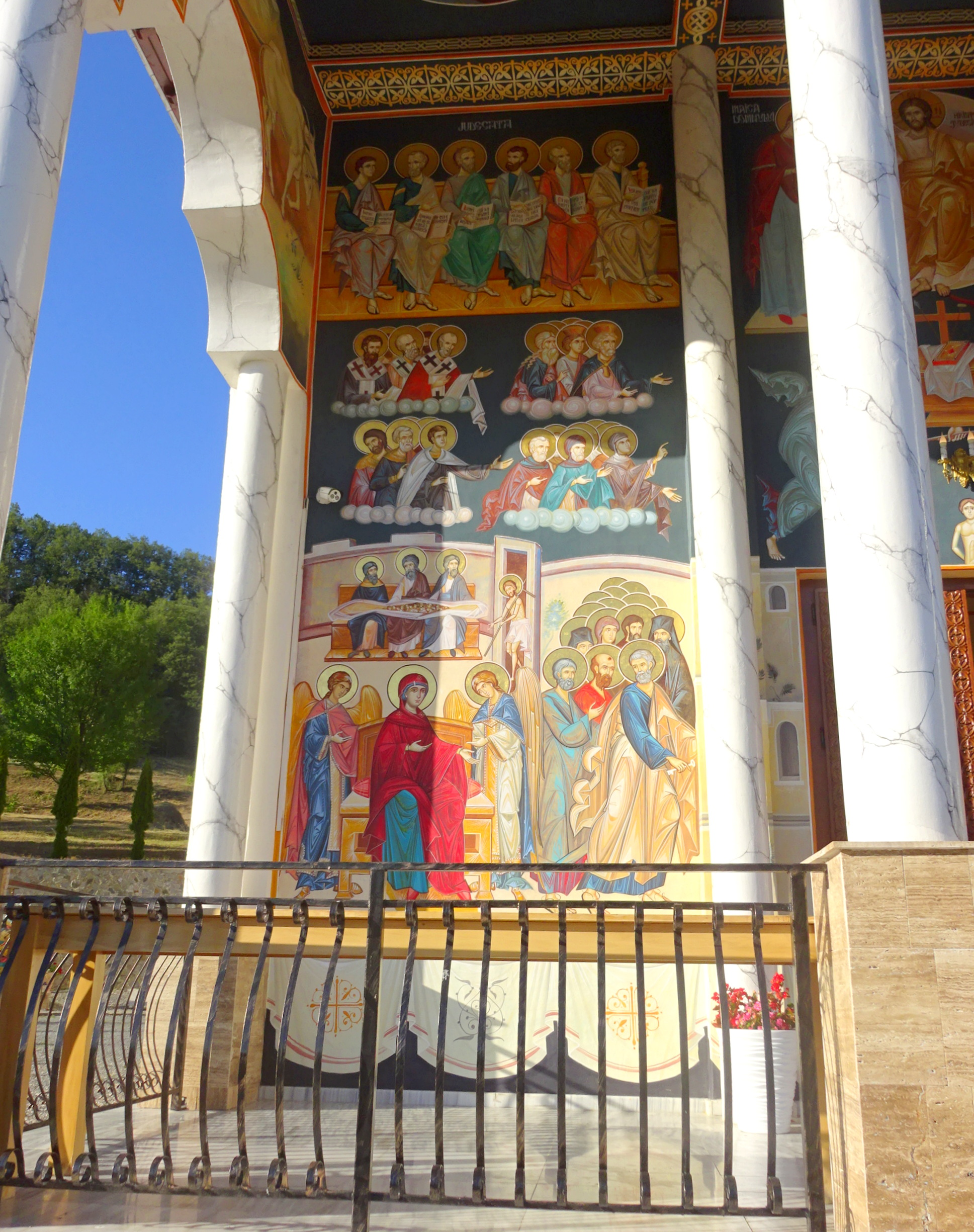
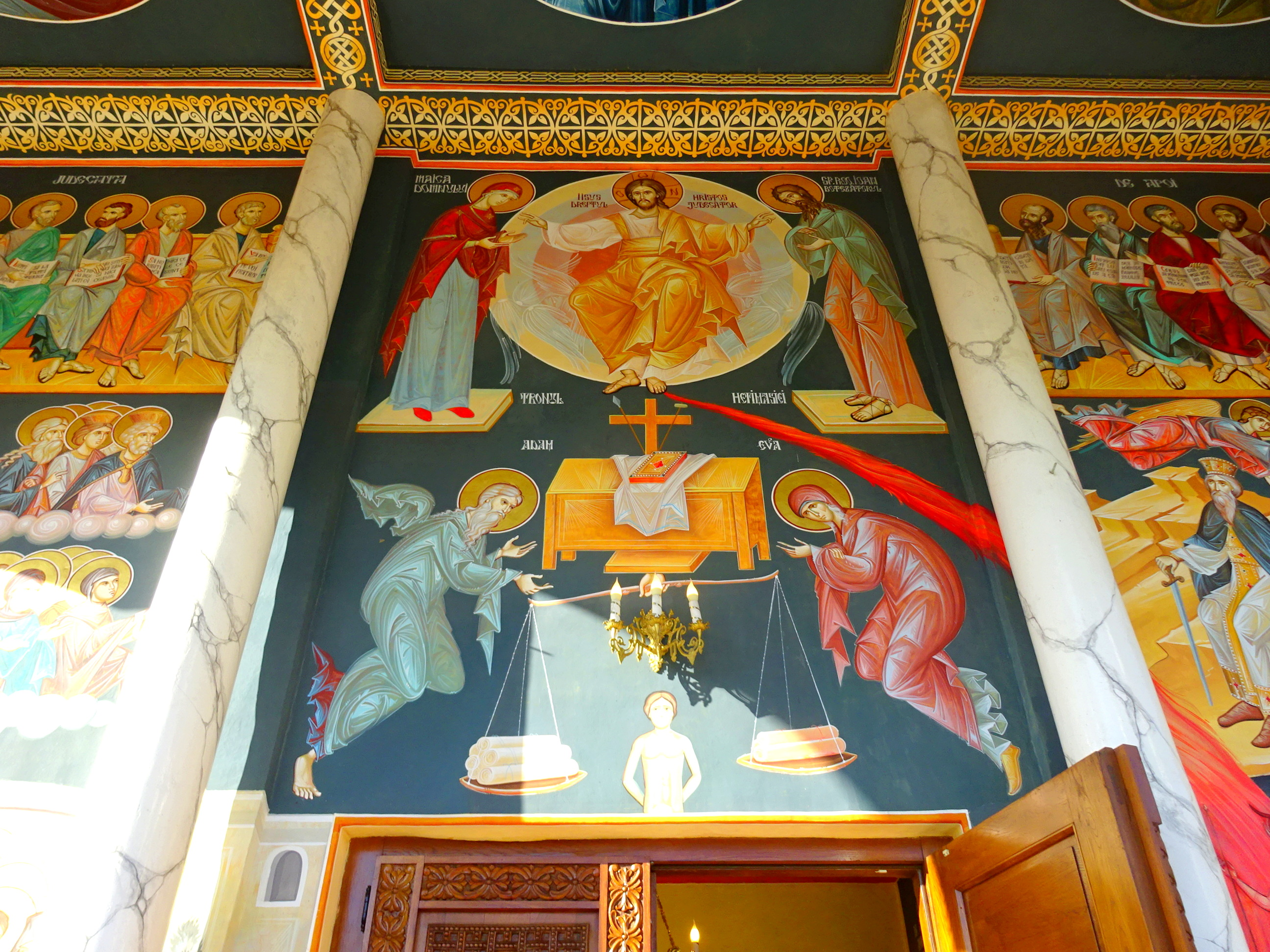
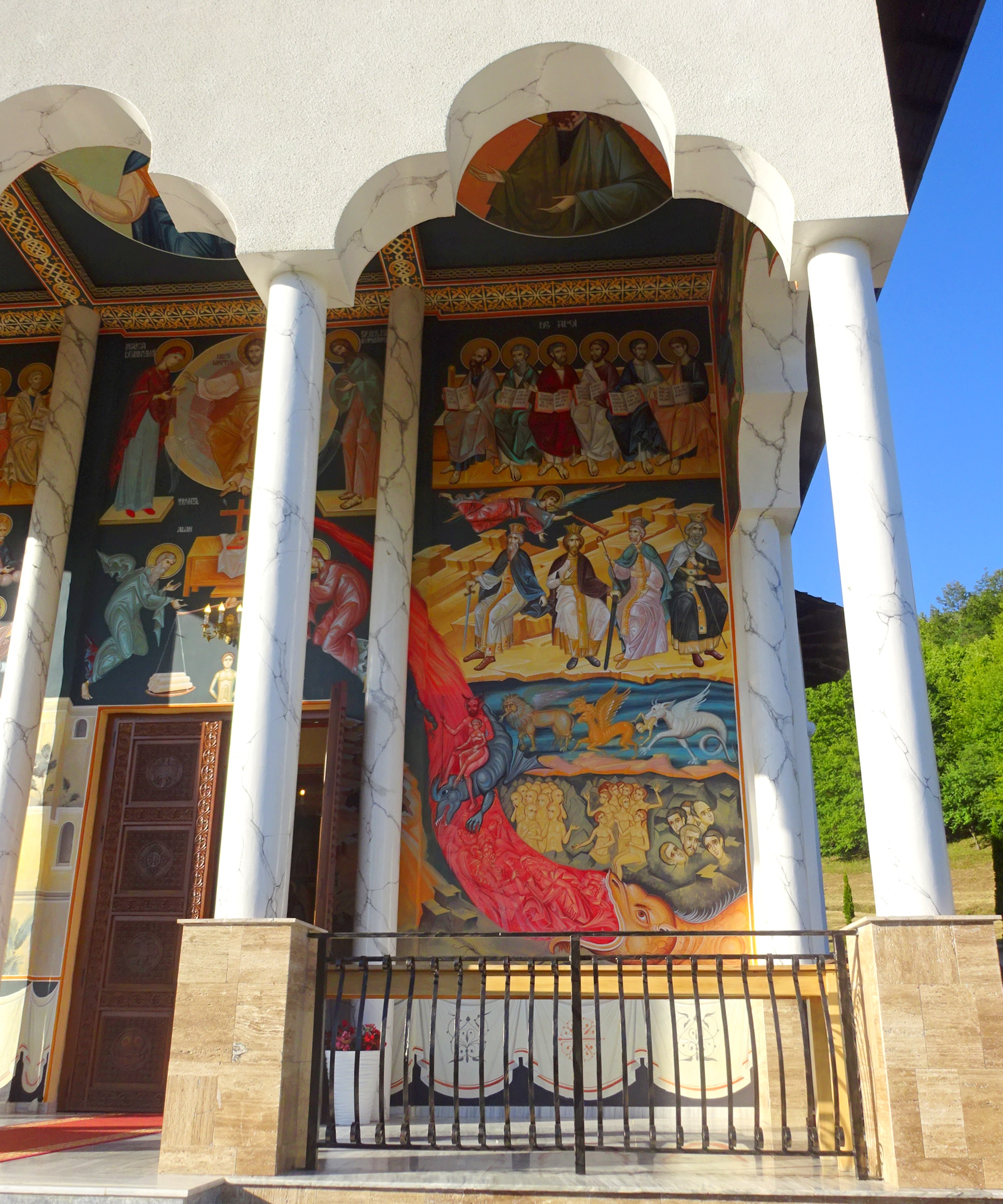
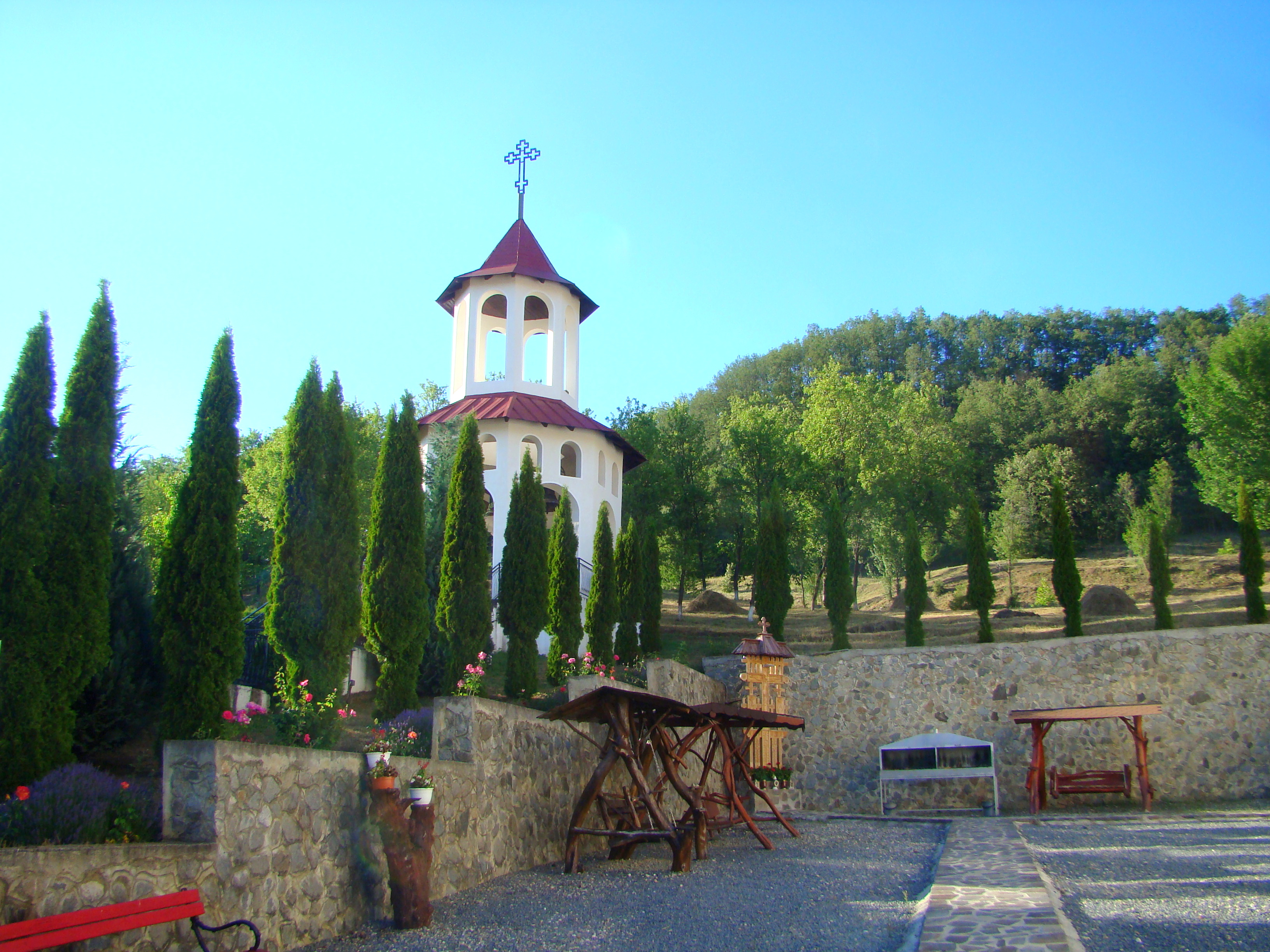
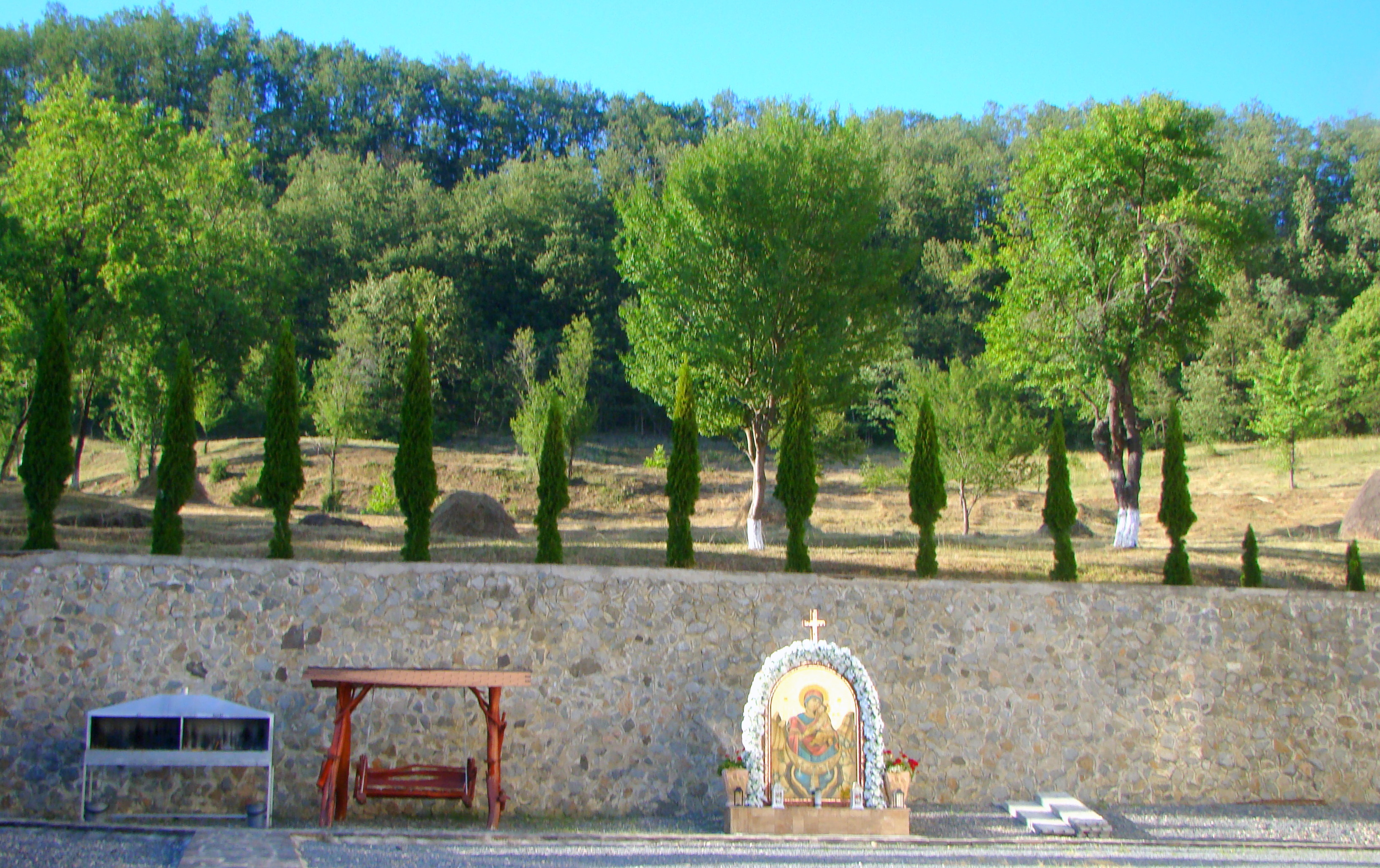
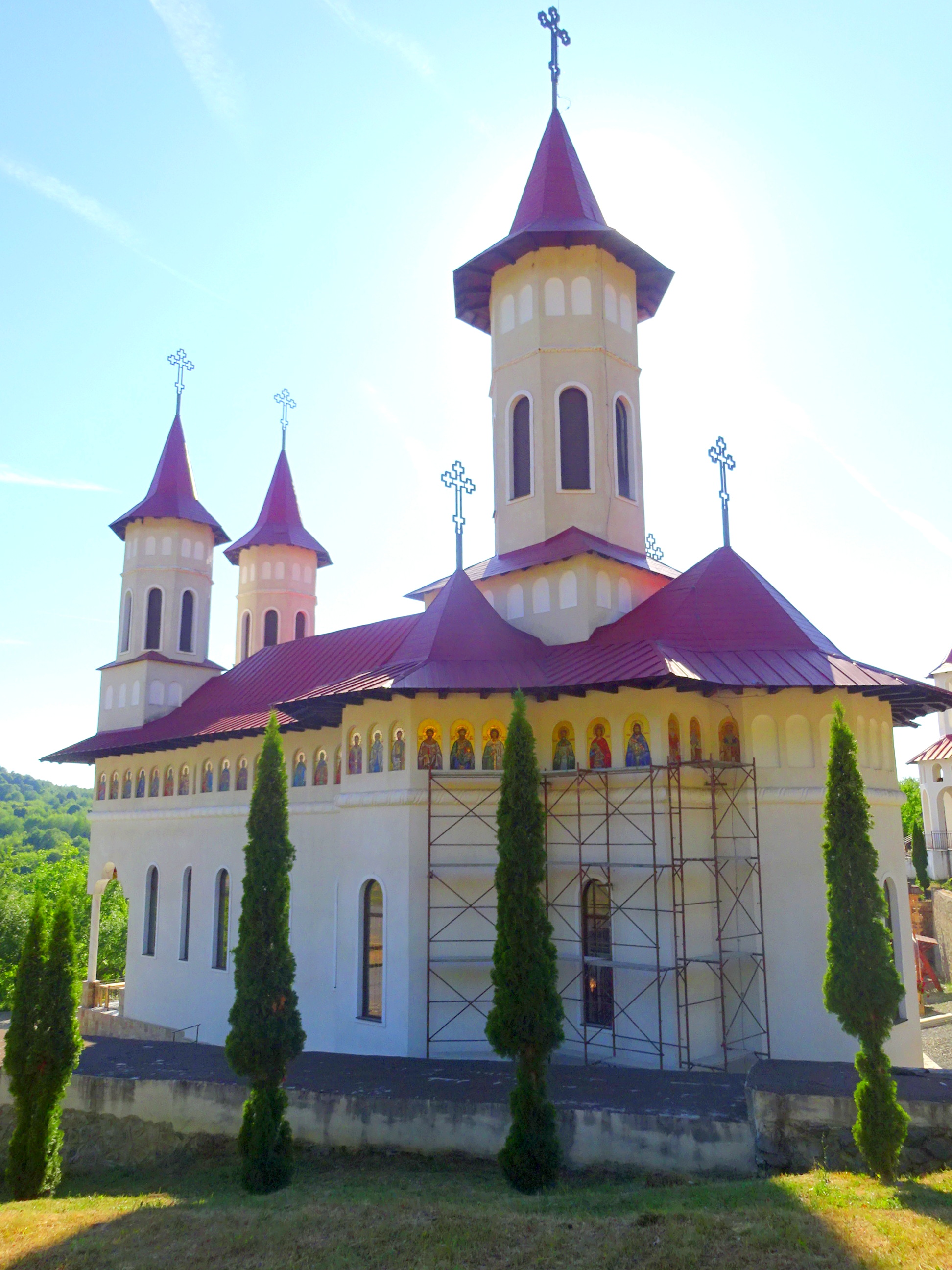
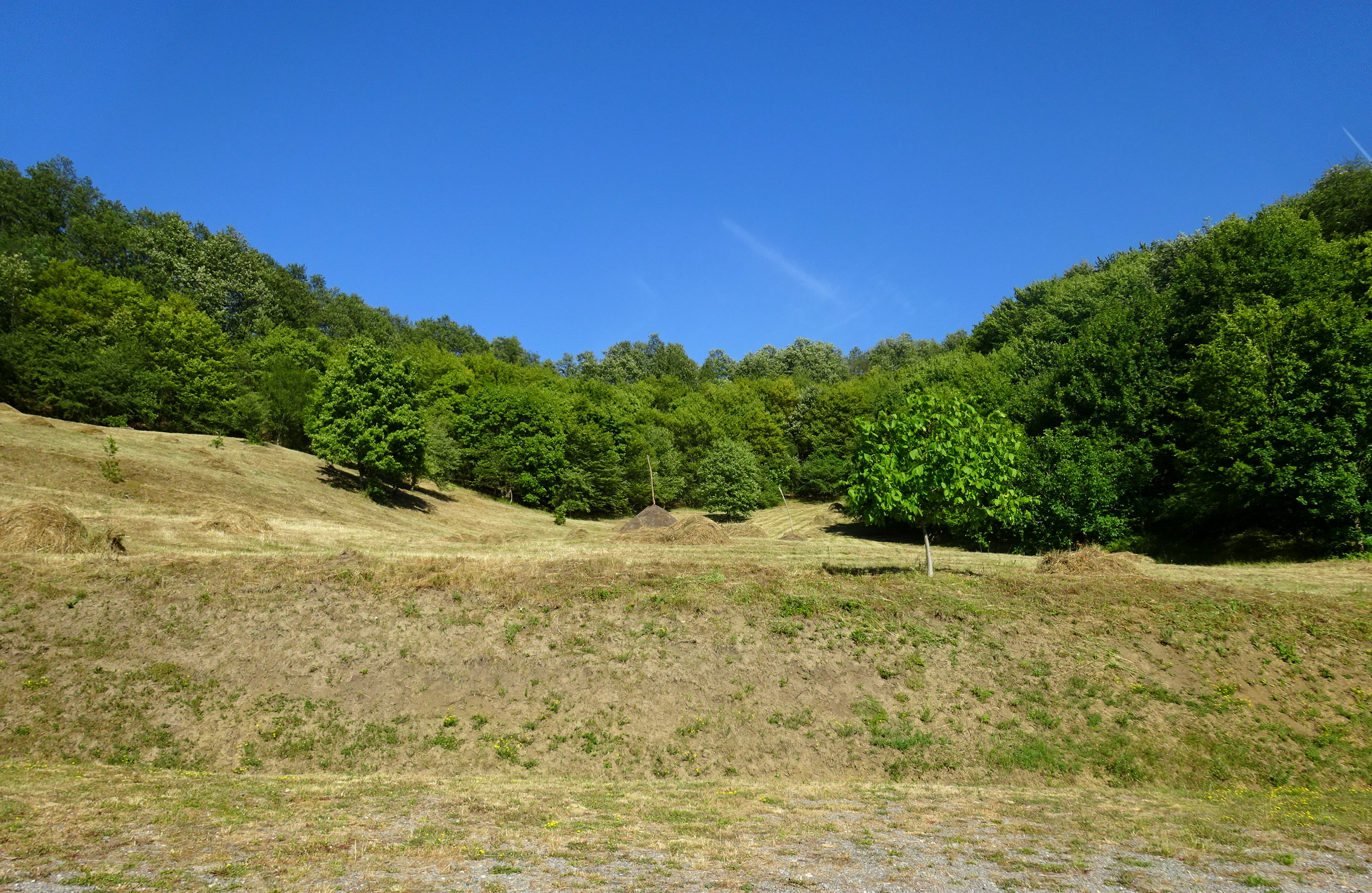
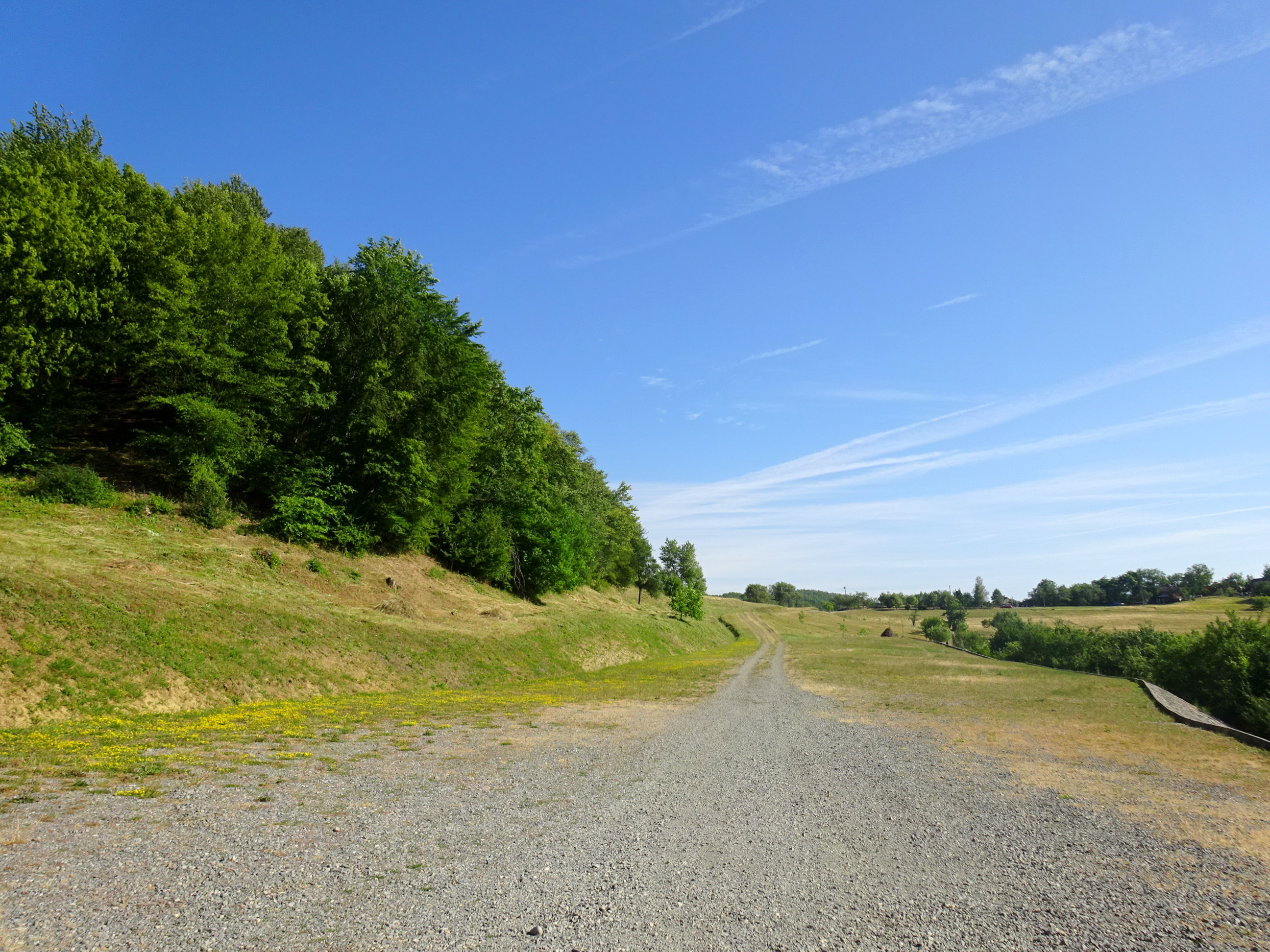
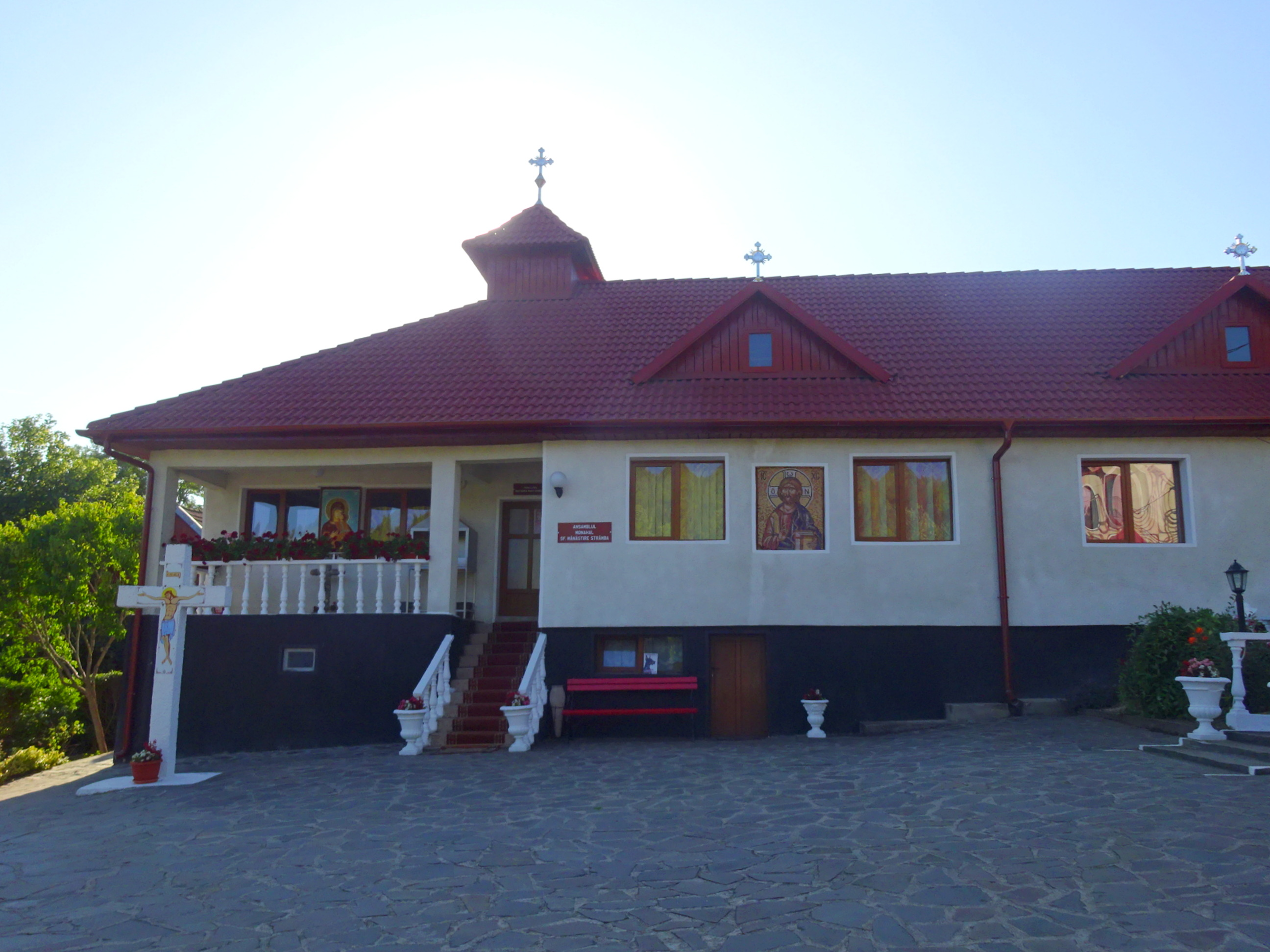
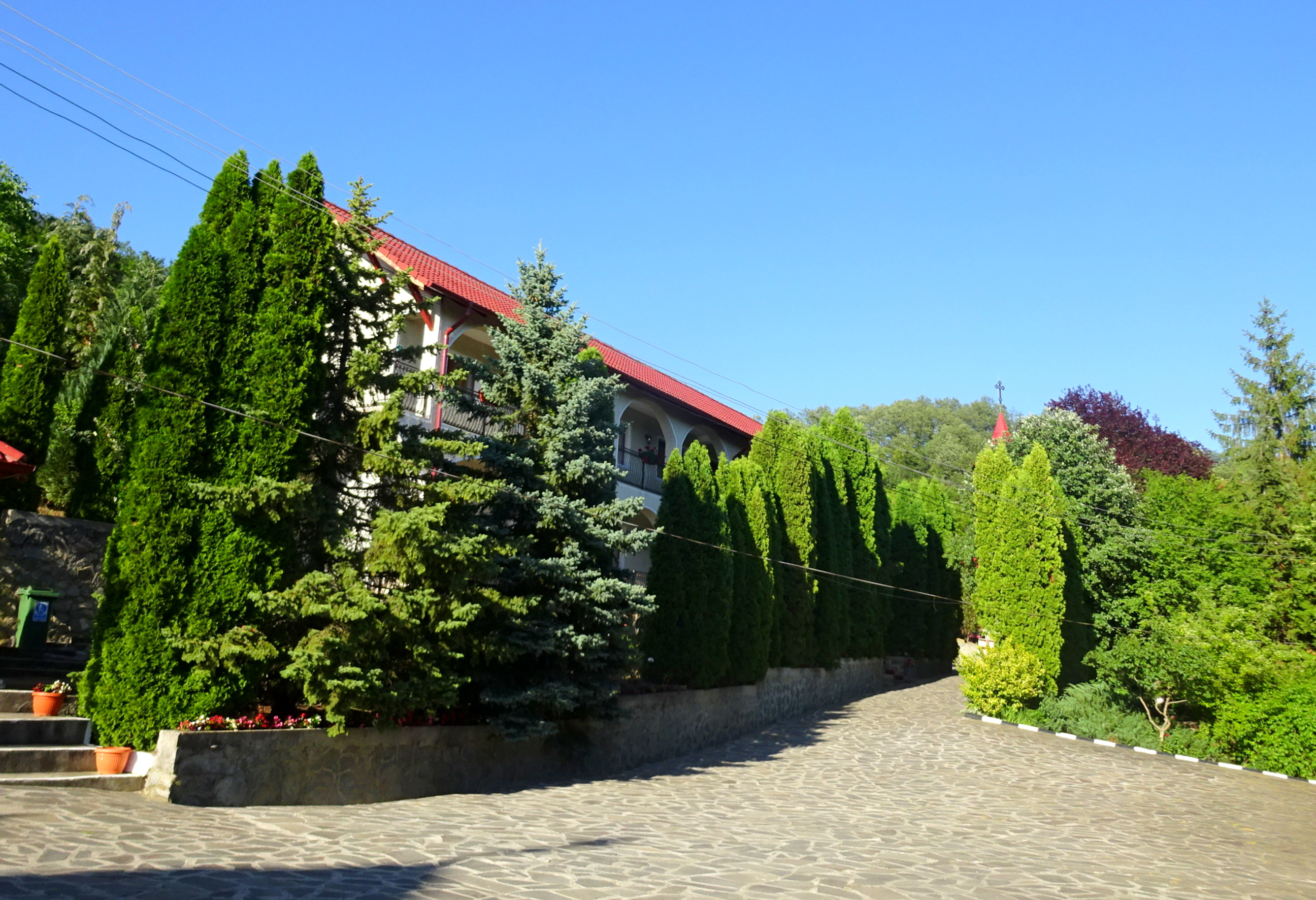
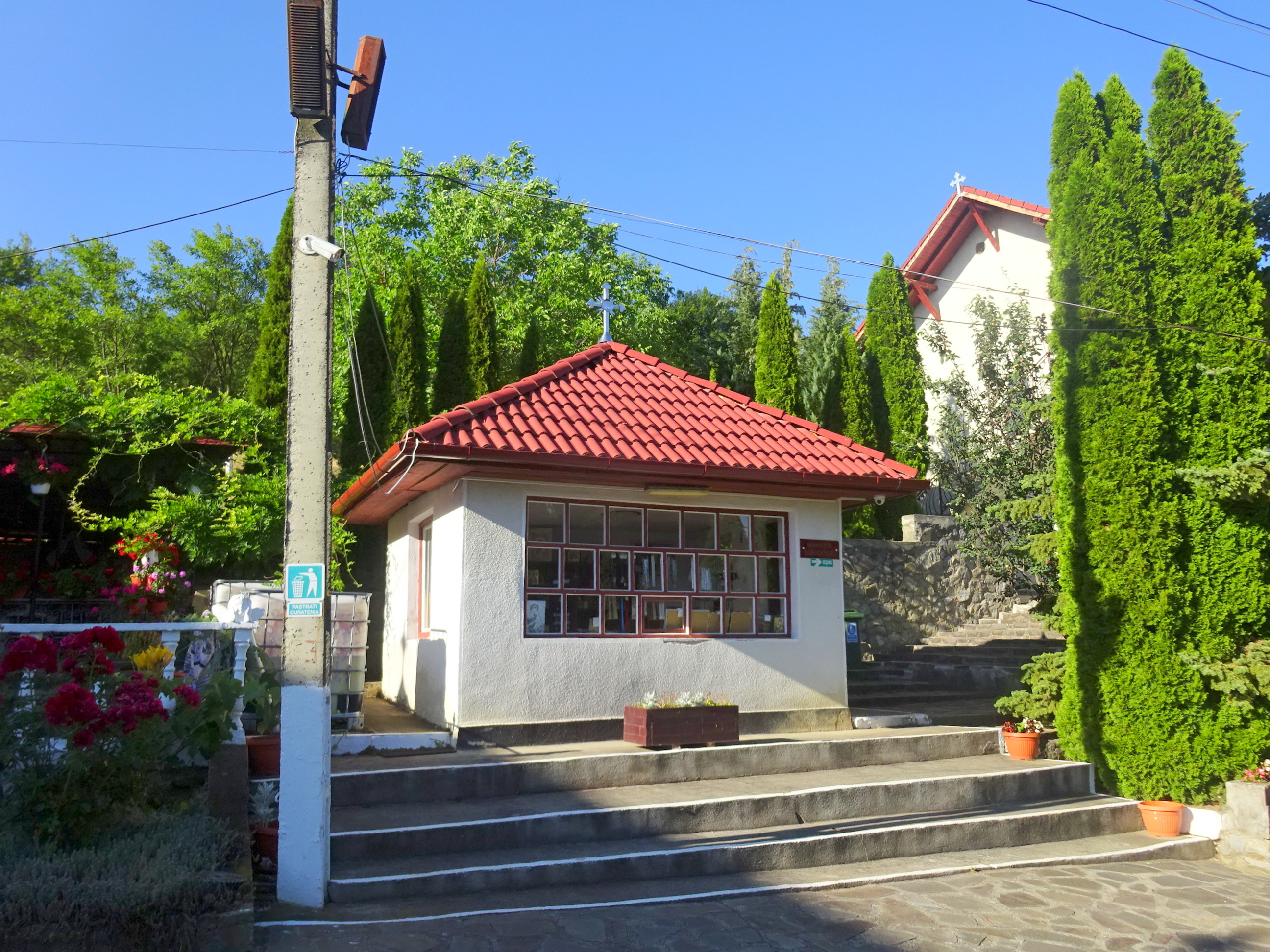

## Imagini din interior

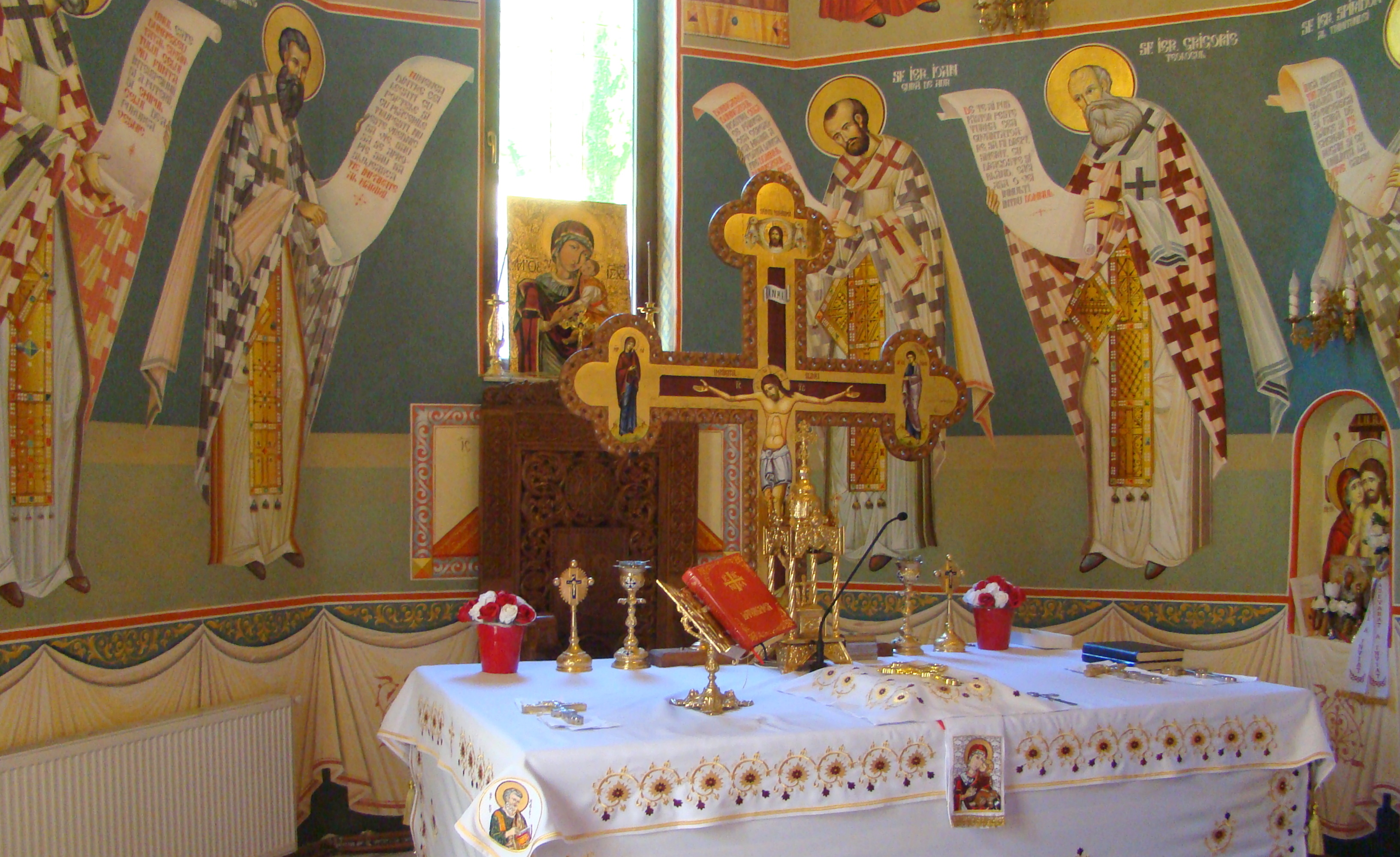
Sfânta Masă
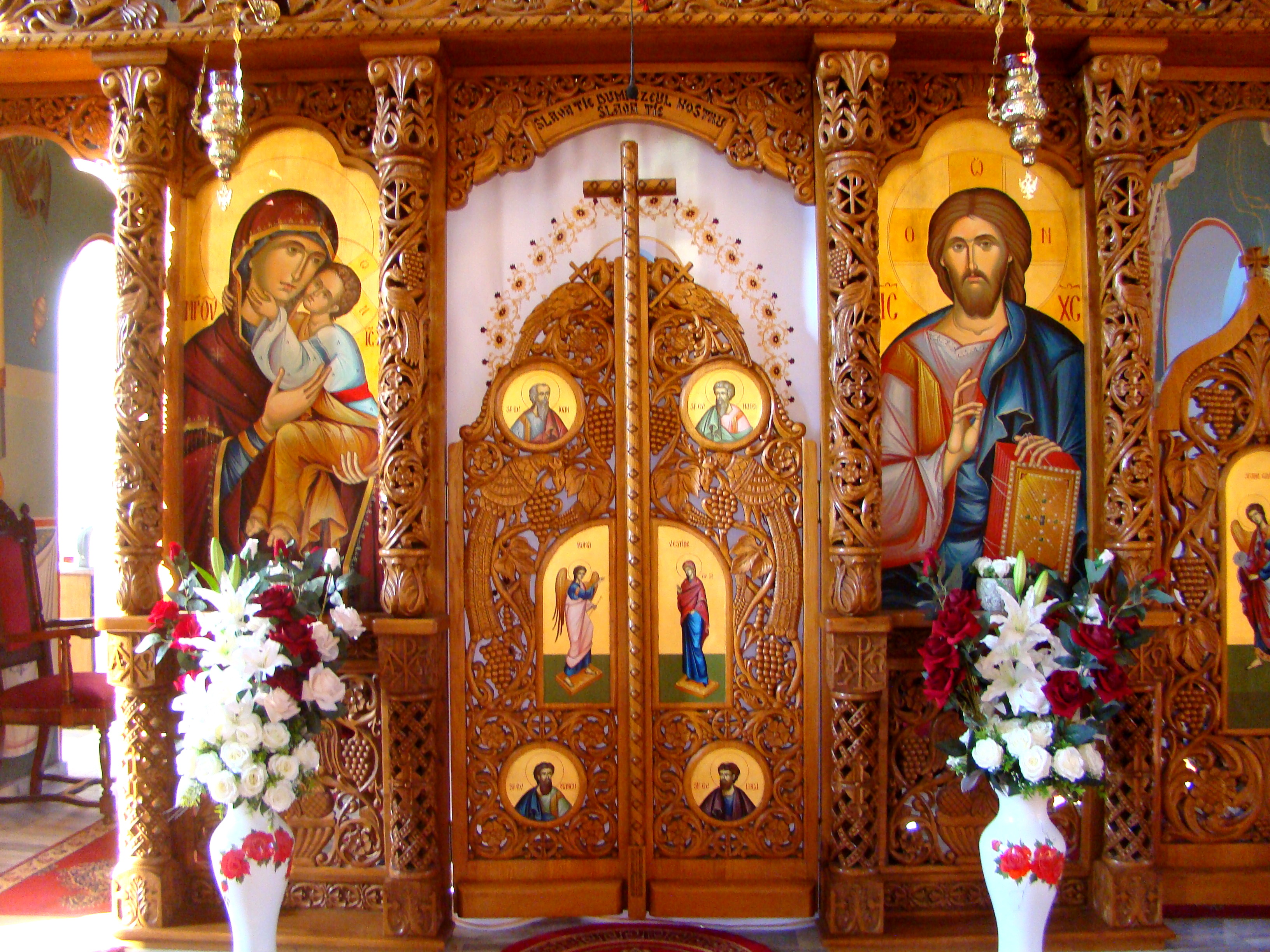
Uși și icoane împărătești
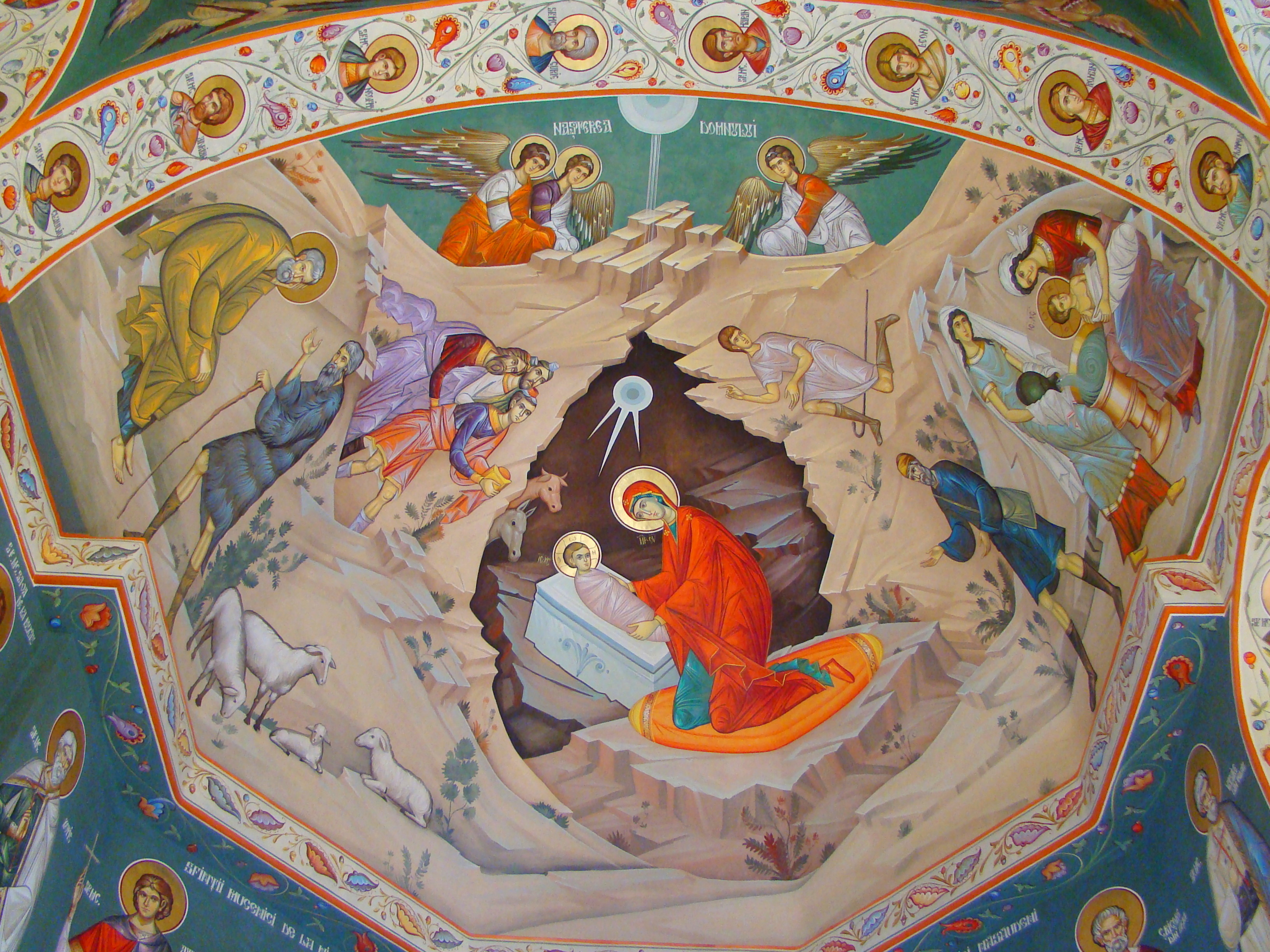
Nașterea Domnului
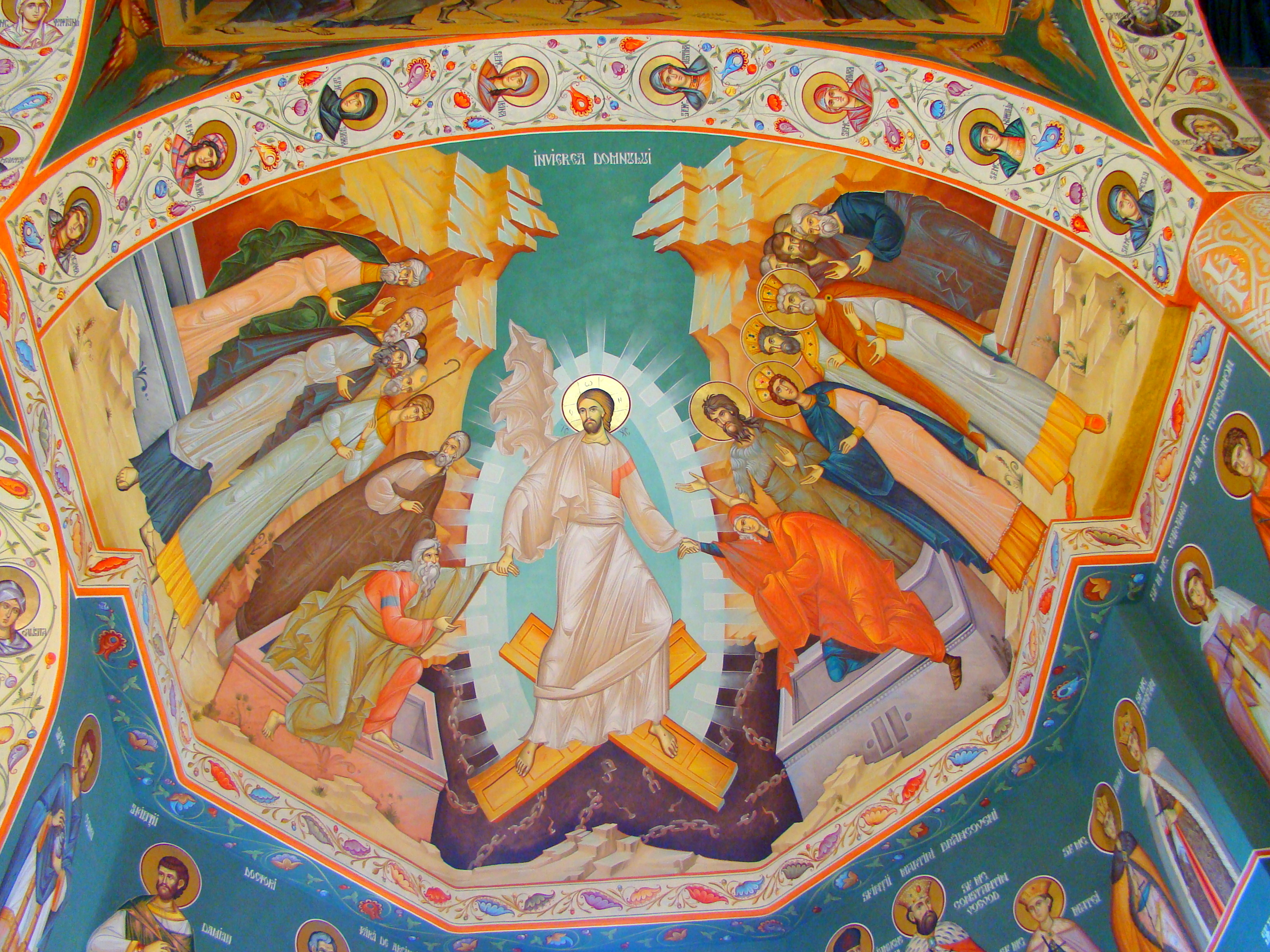
Învierea Domnului
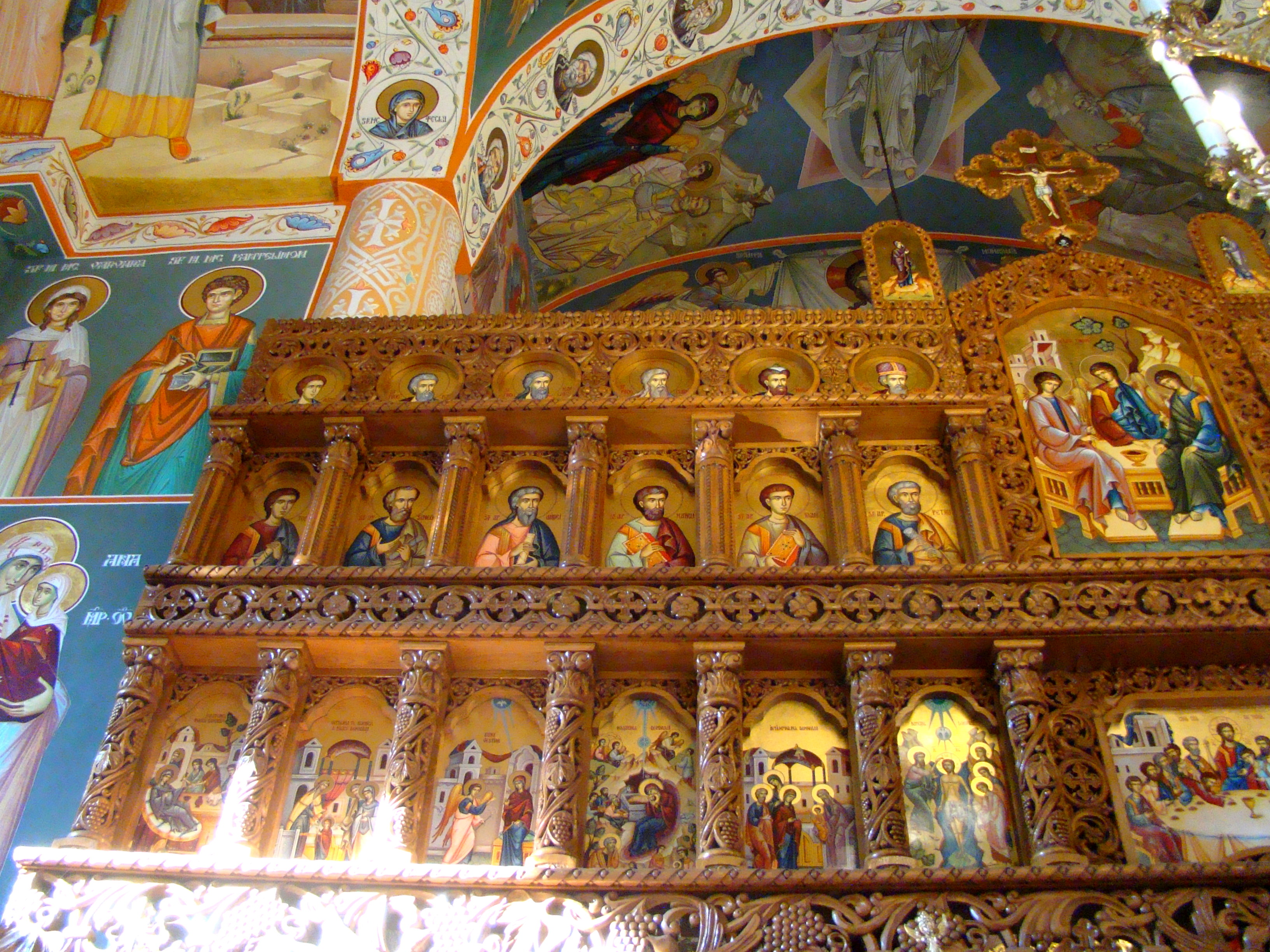
Registrul superior al iconostasului (partea stângă)
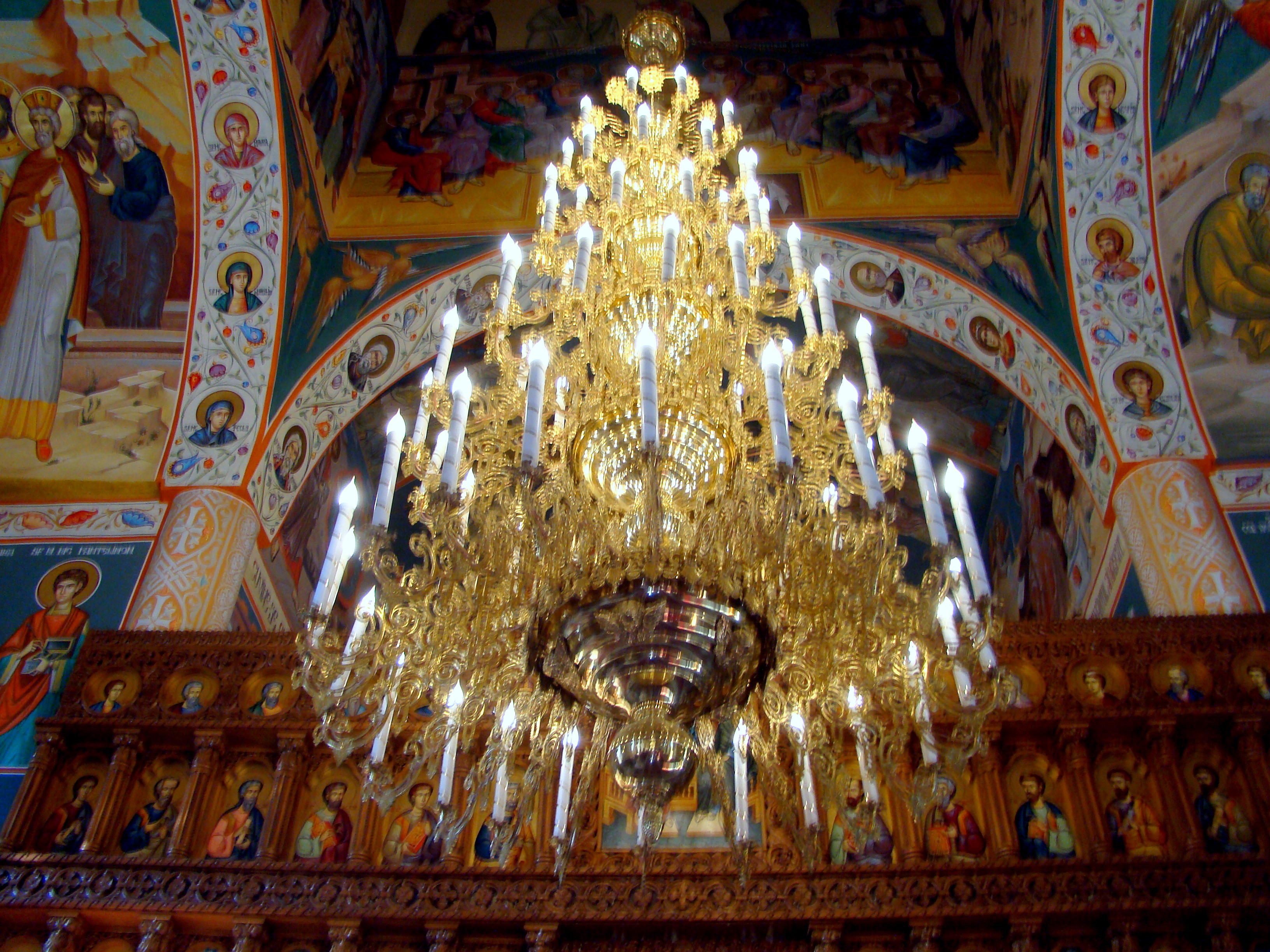
Candelabrul
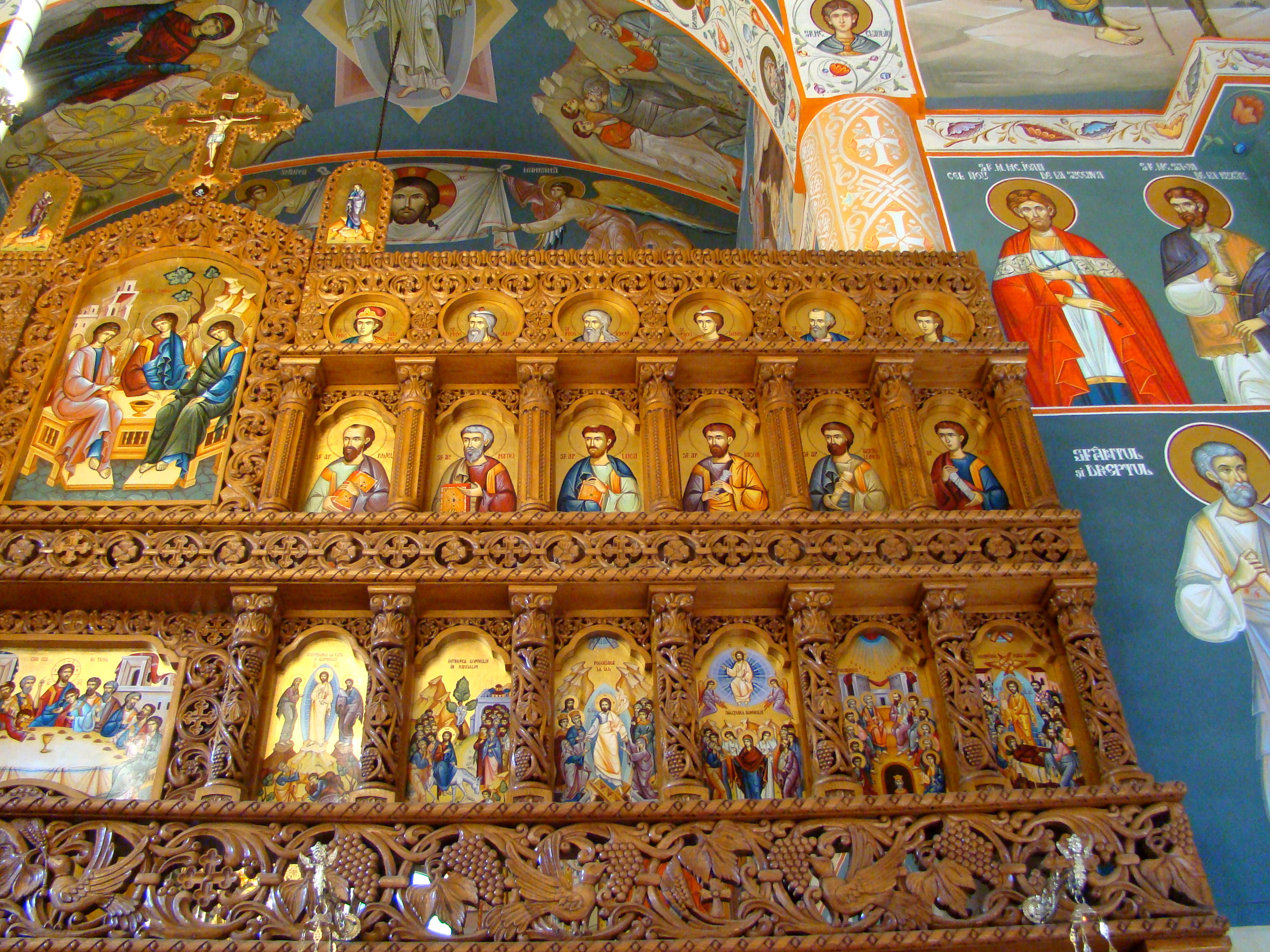
Registrul superior al iconostasului (partea dreaptă)
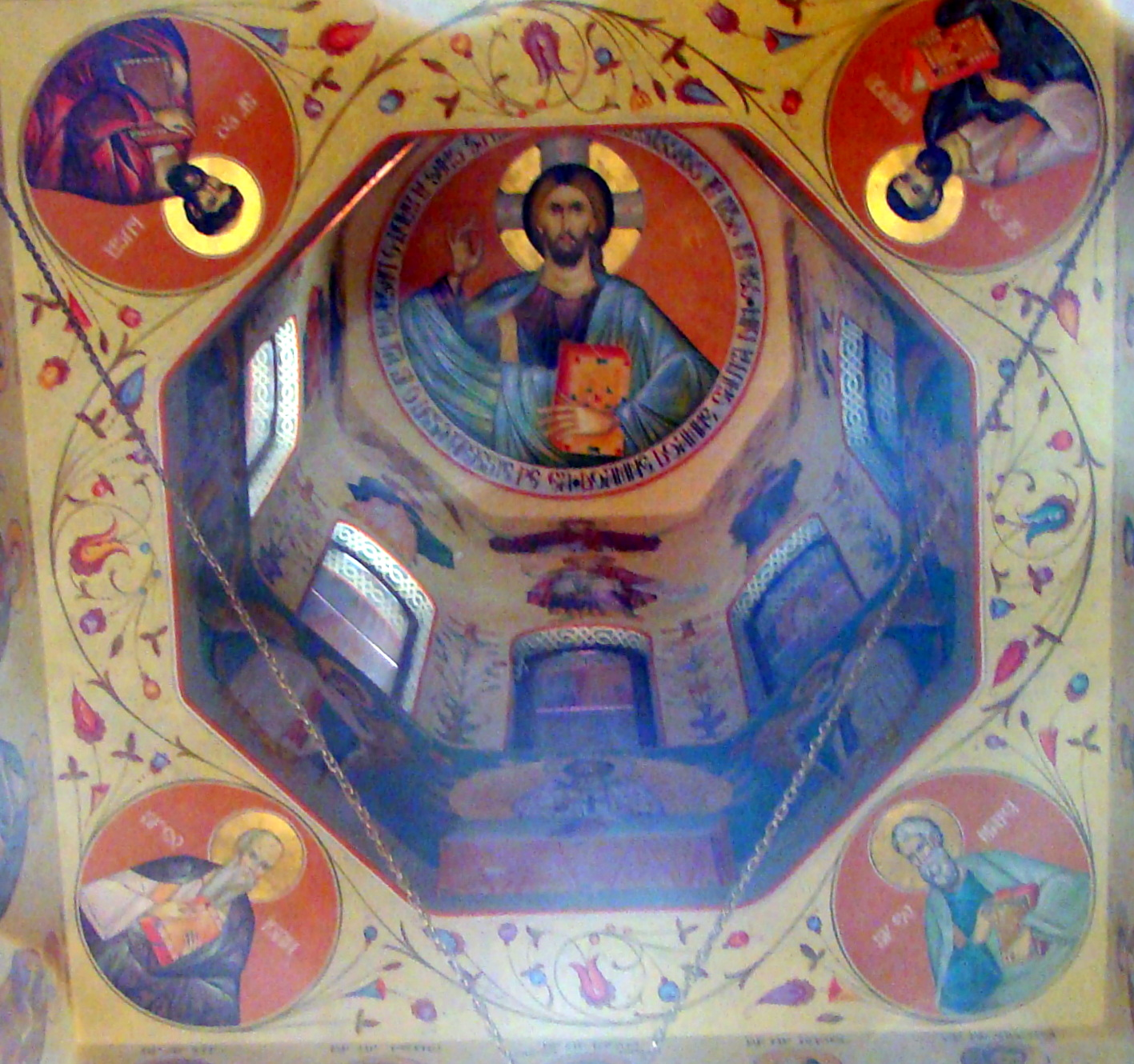
Pantocrator
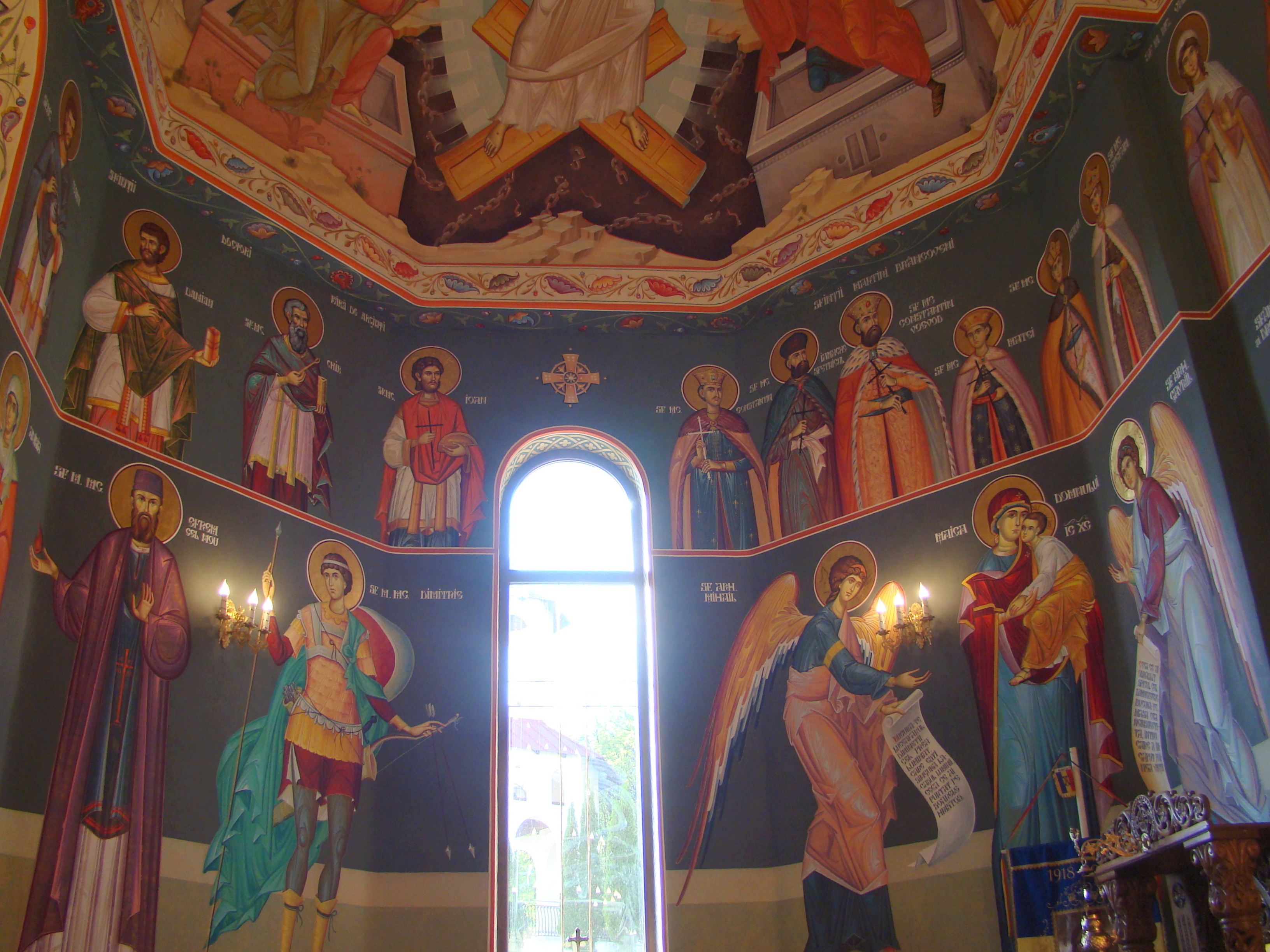
Sfinți mucenici
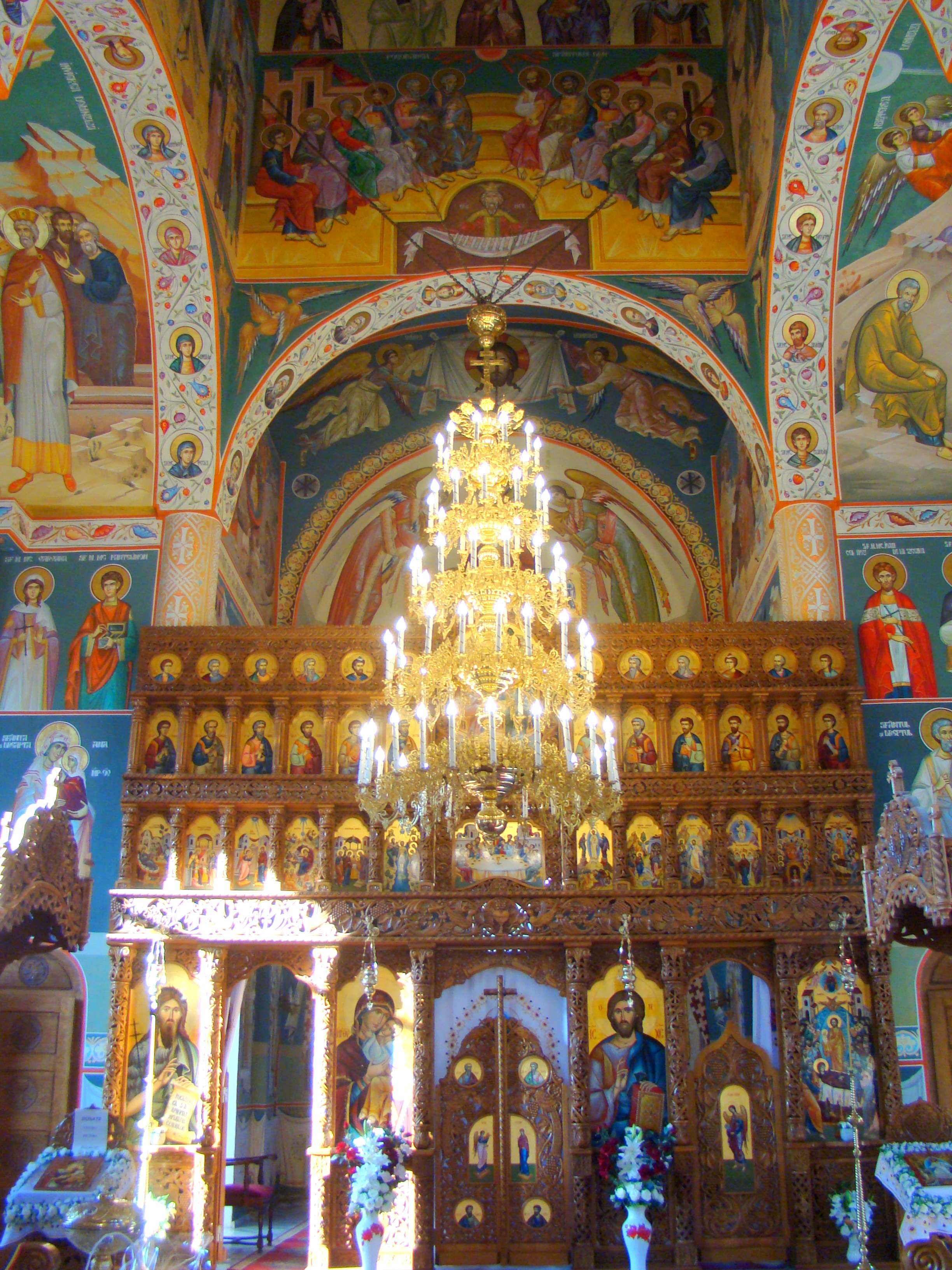
Iconostasul bisericii
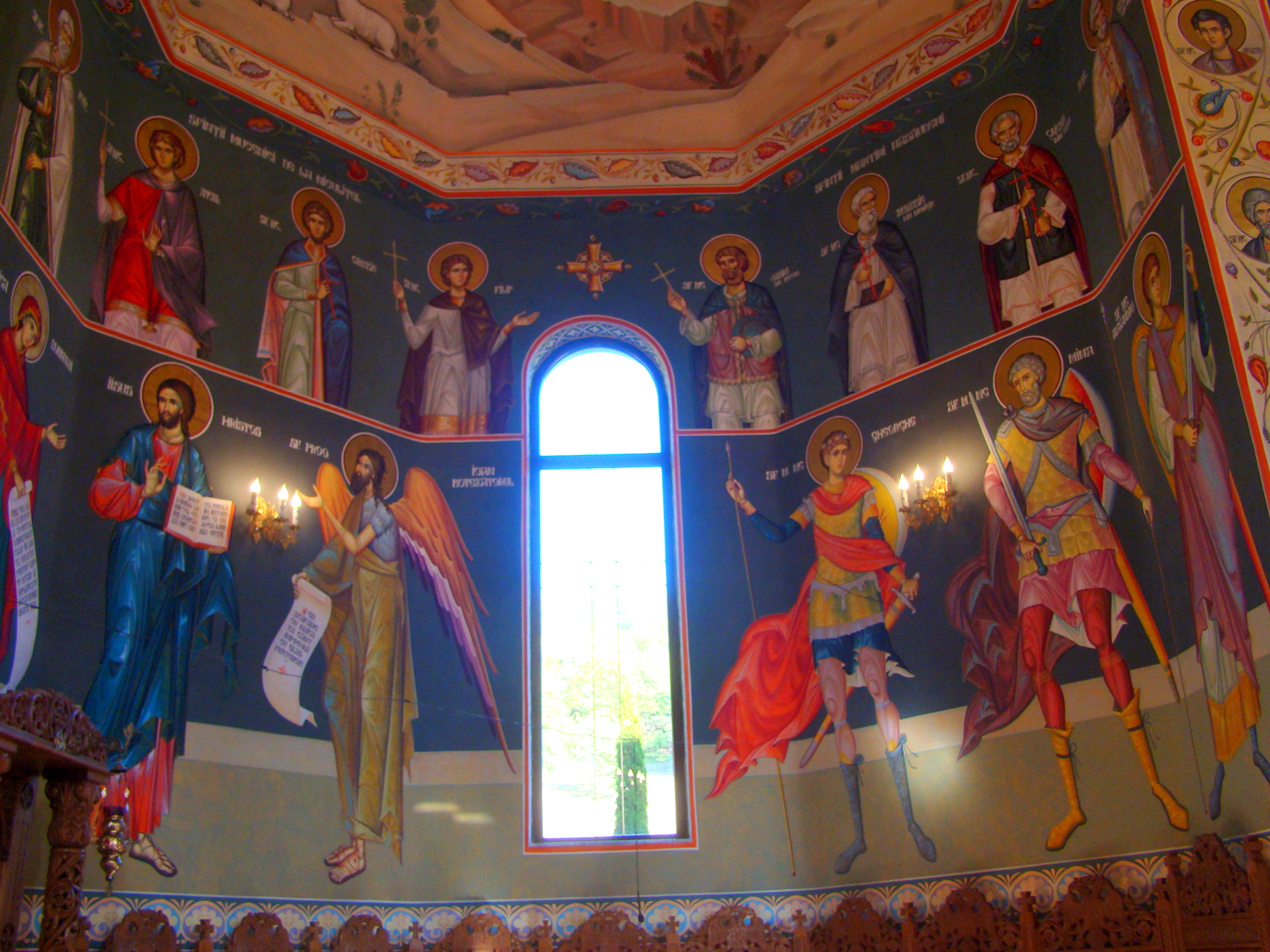
Sfinți mucenici
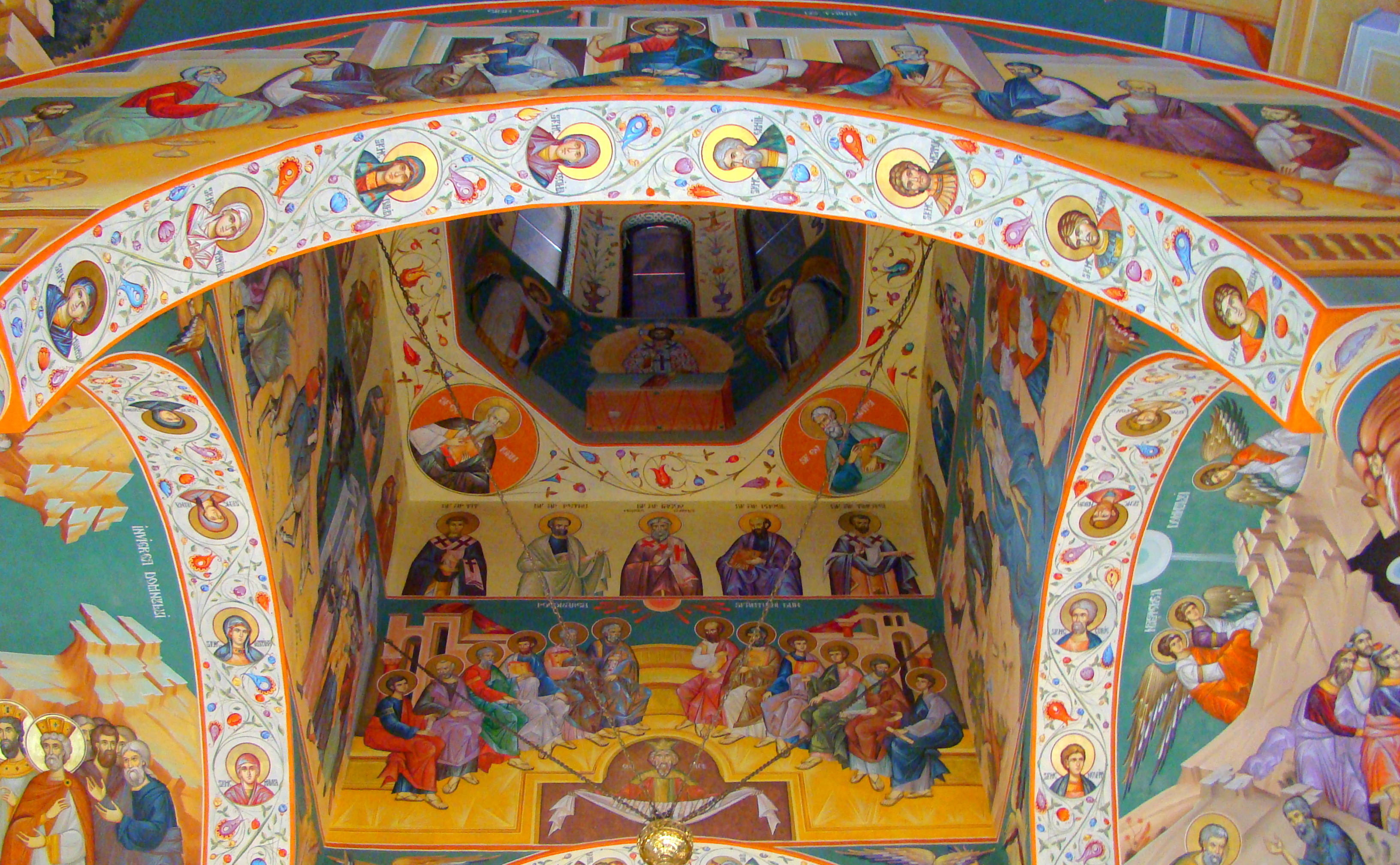
Pictura cupolei
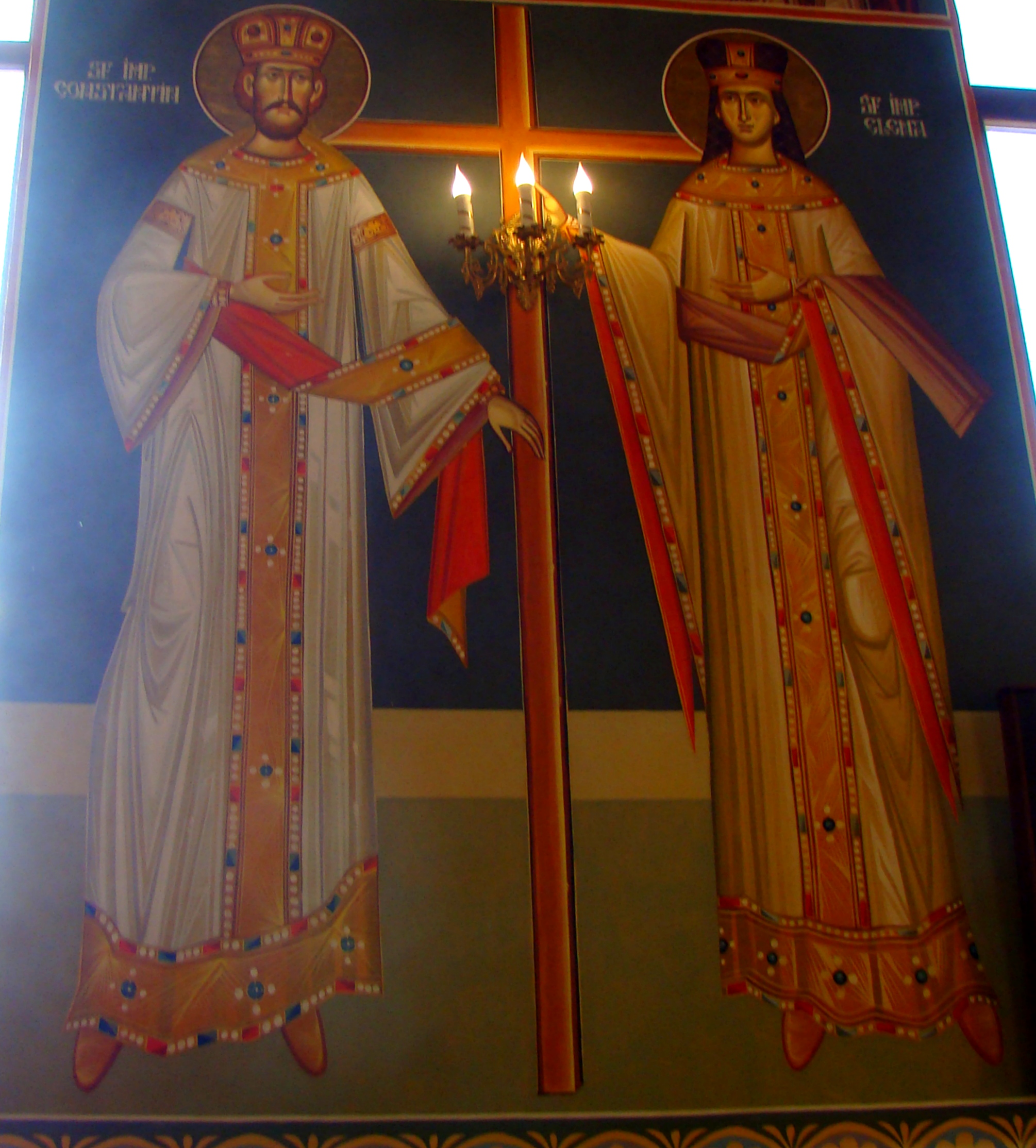
Sfinții Împărați Constantin și Elena
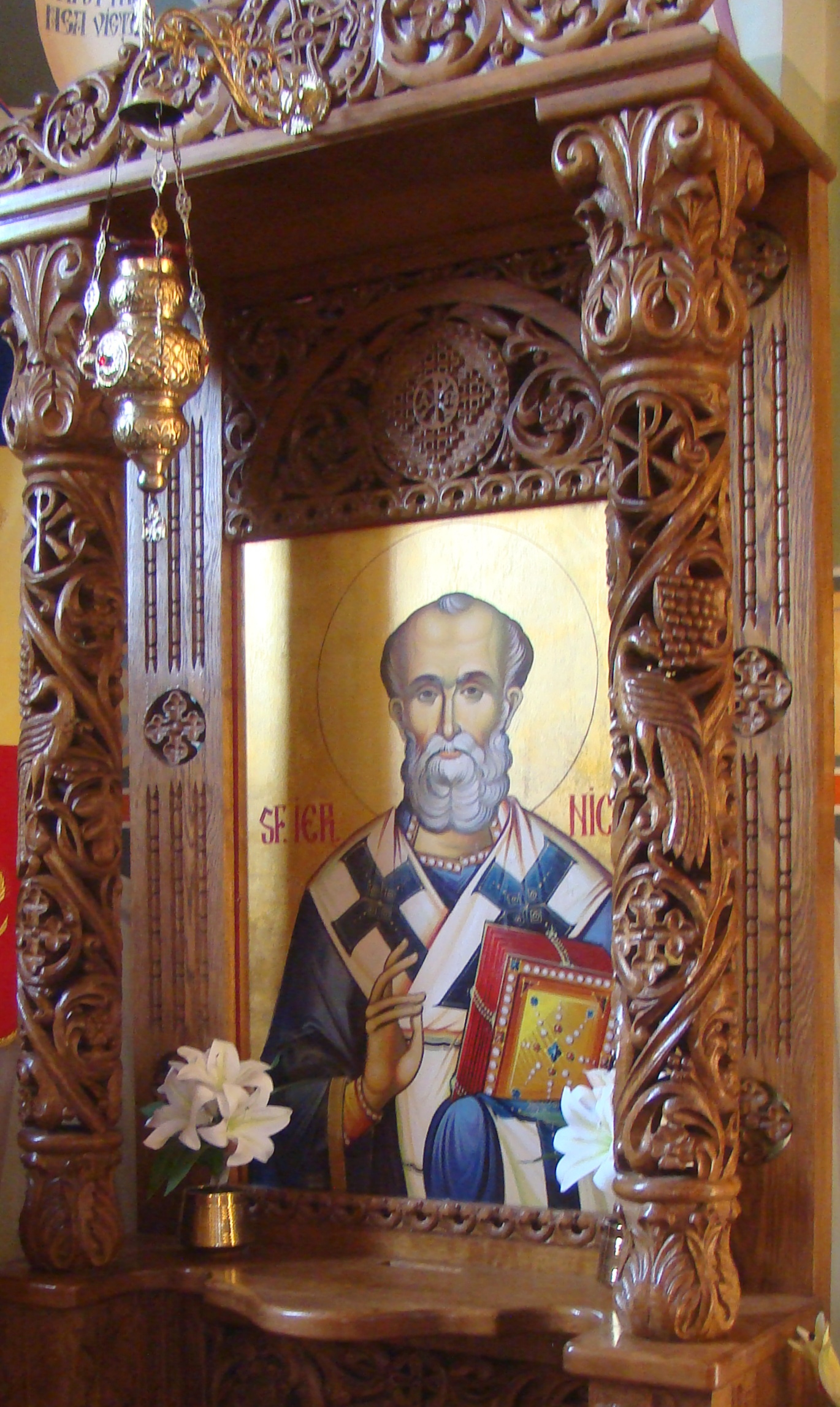
Sfântul Nicolae
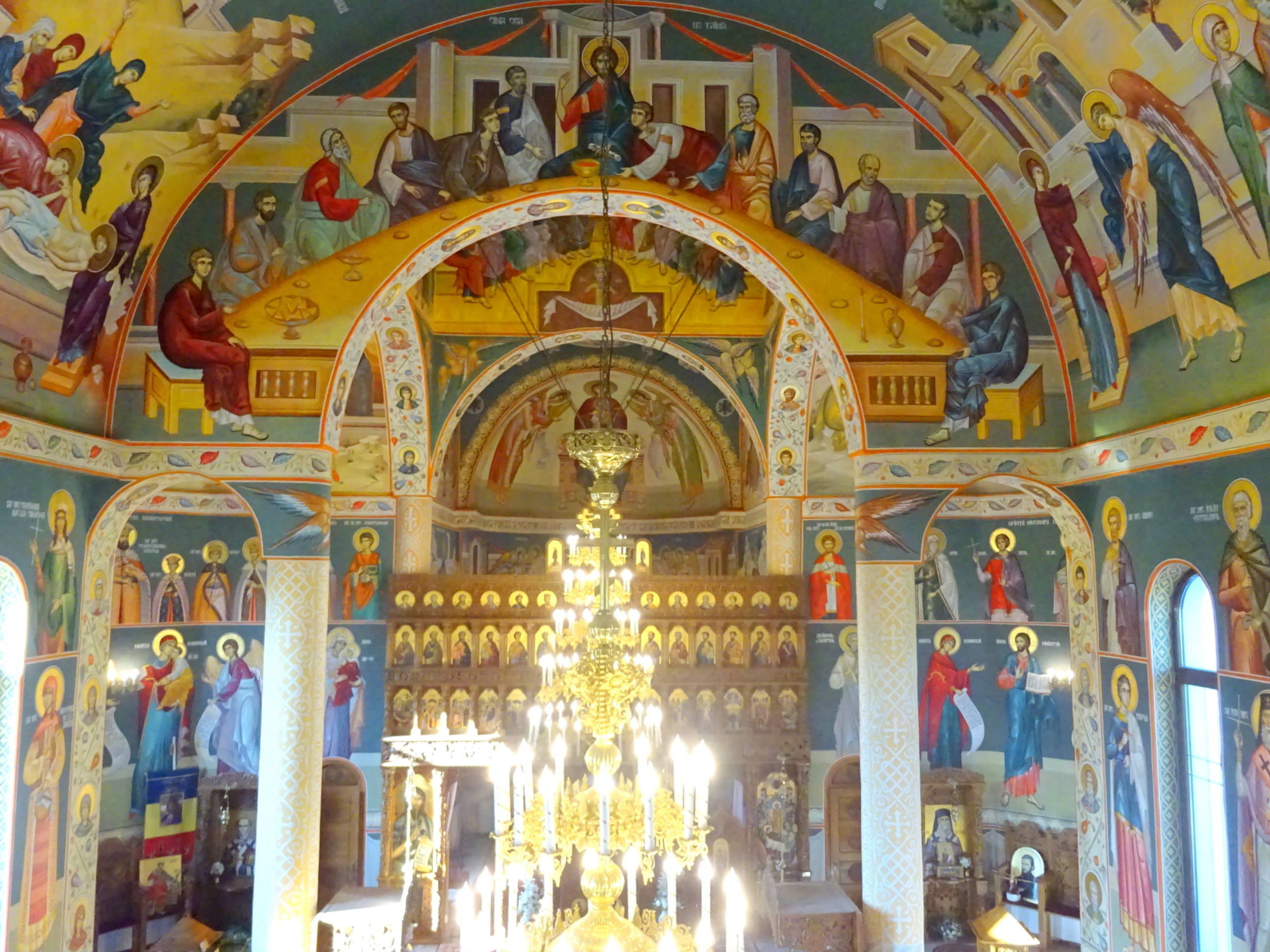
Interiorul navei văzut din corul bisericii
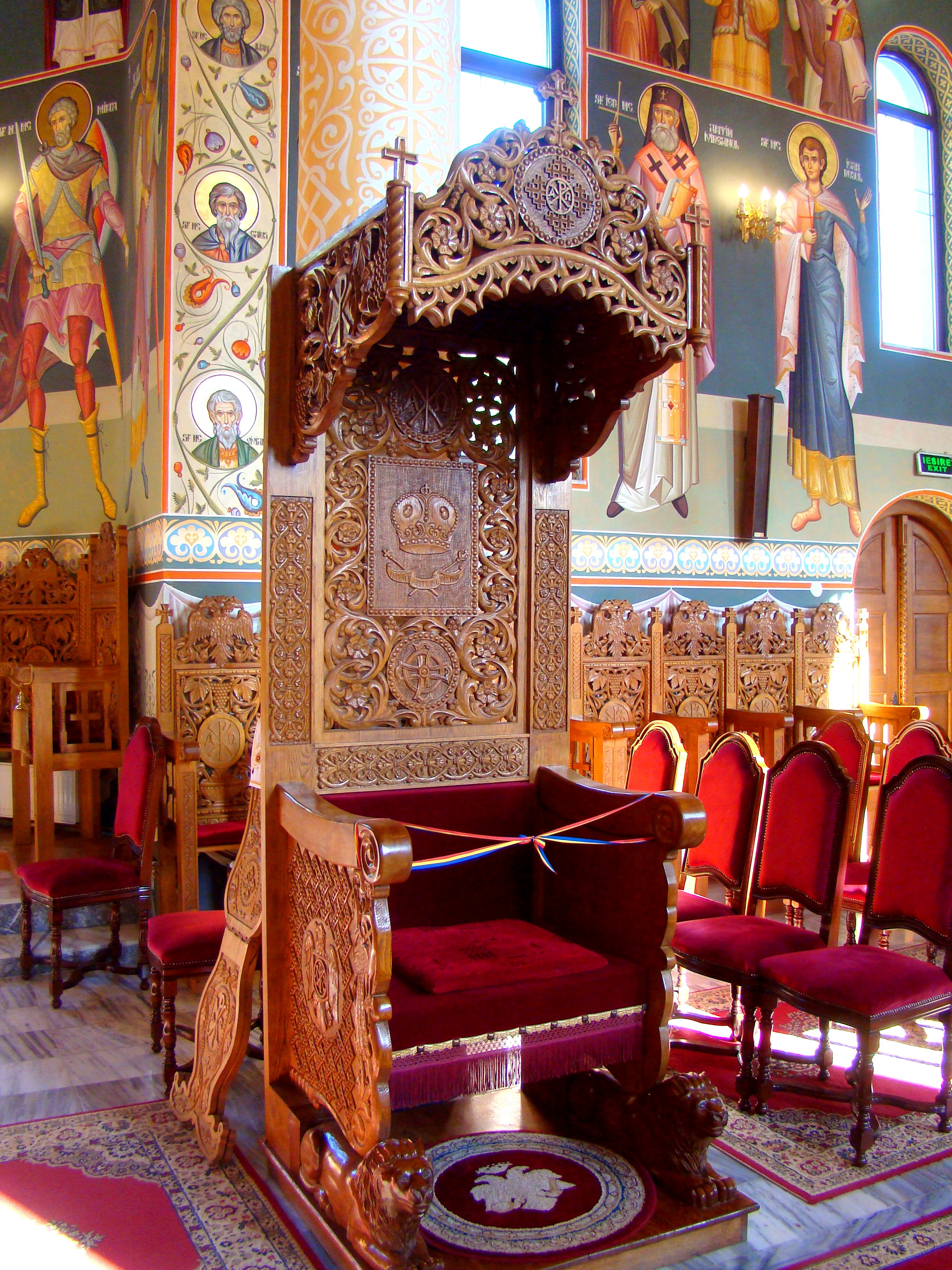
Jilțul arhieresc
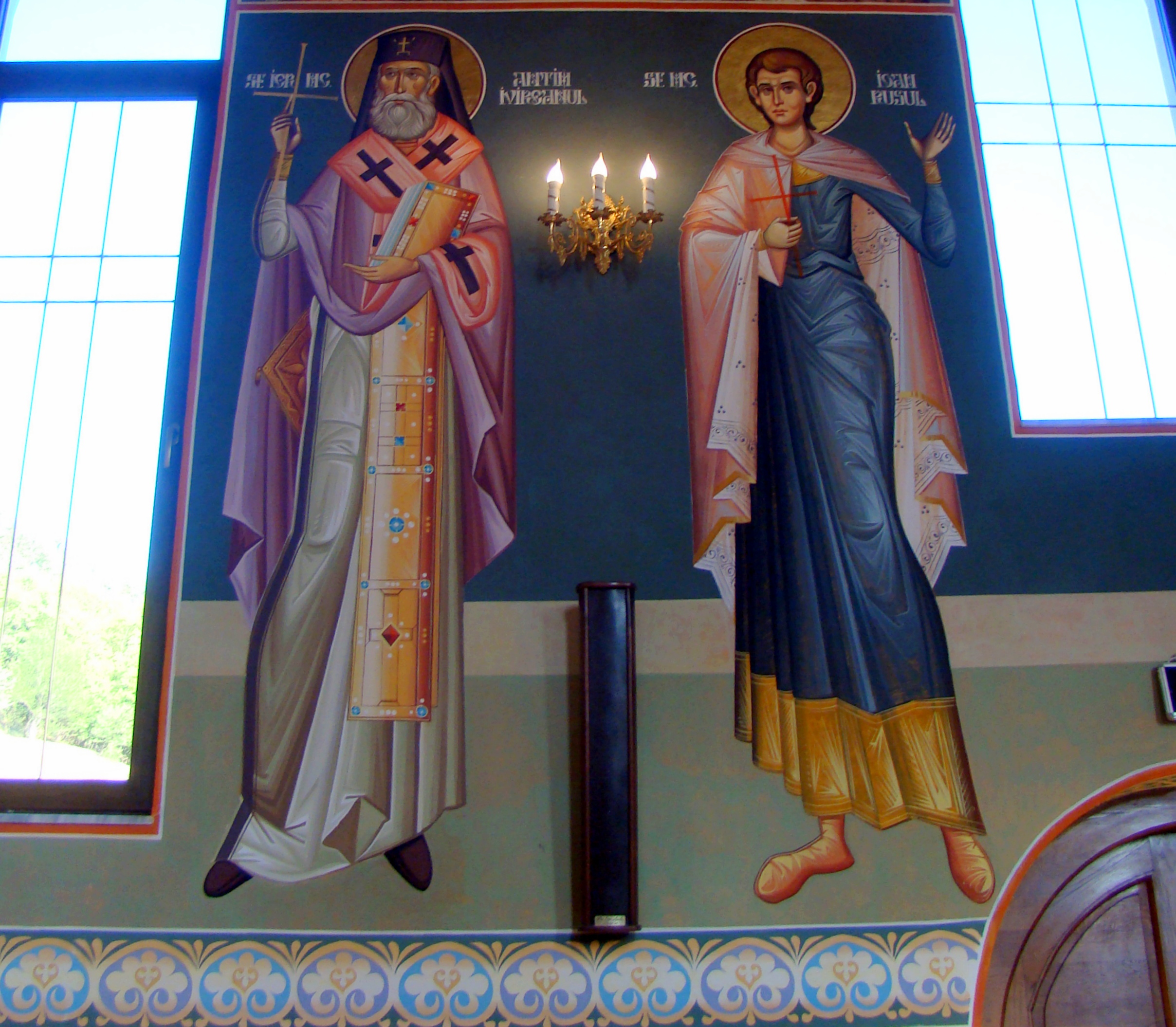
Sfinți mucenici
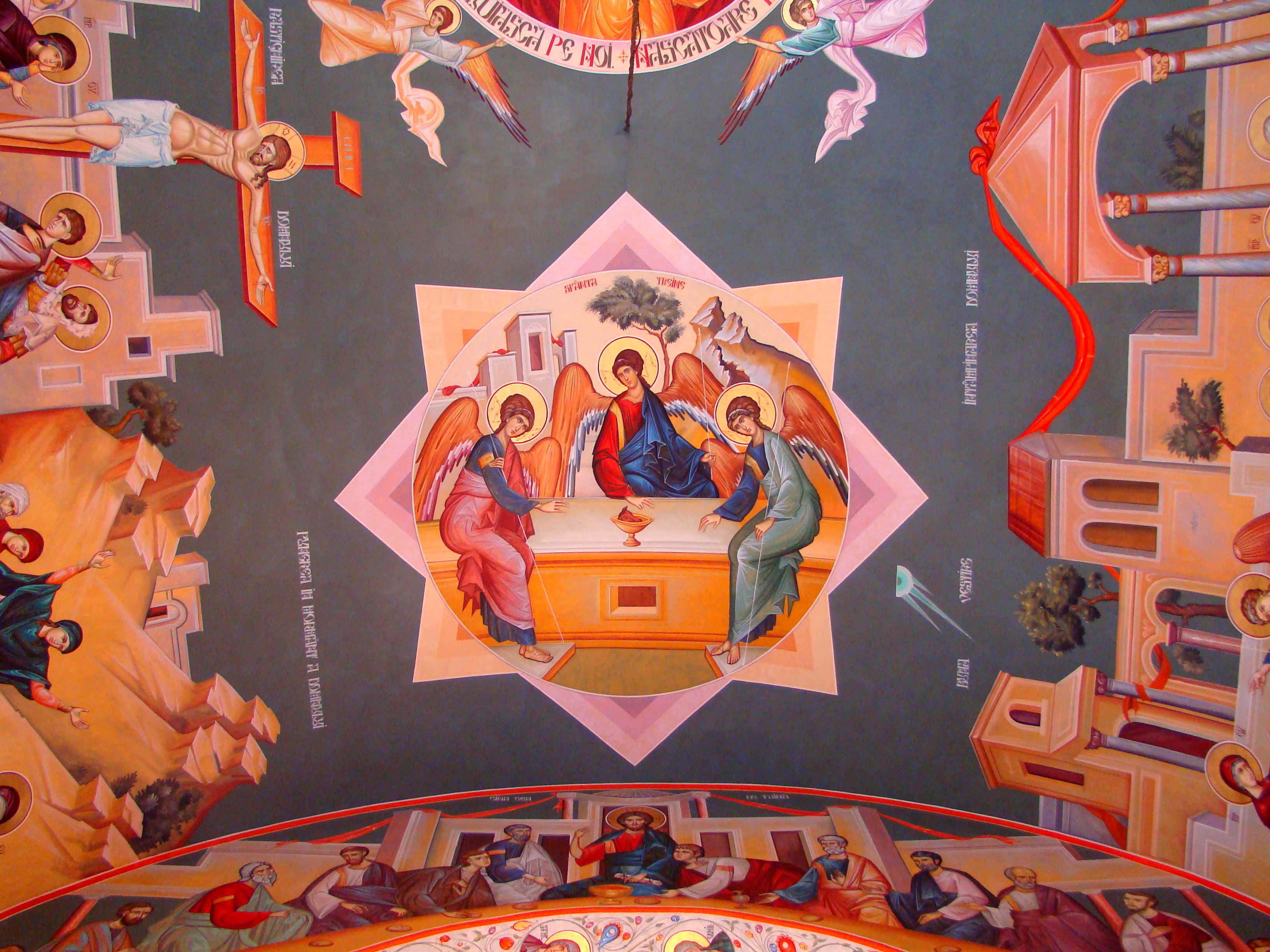
Sfânta Treime
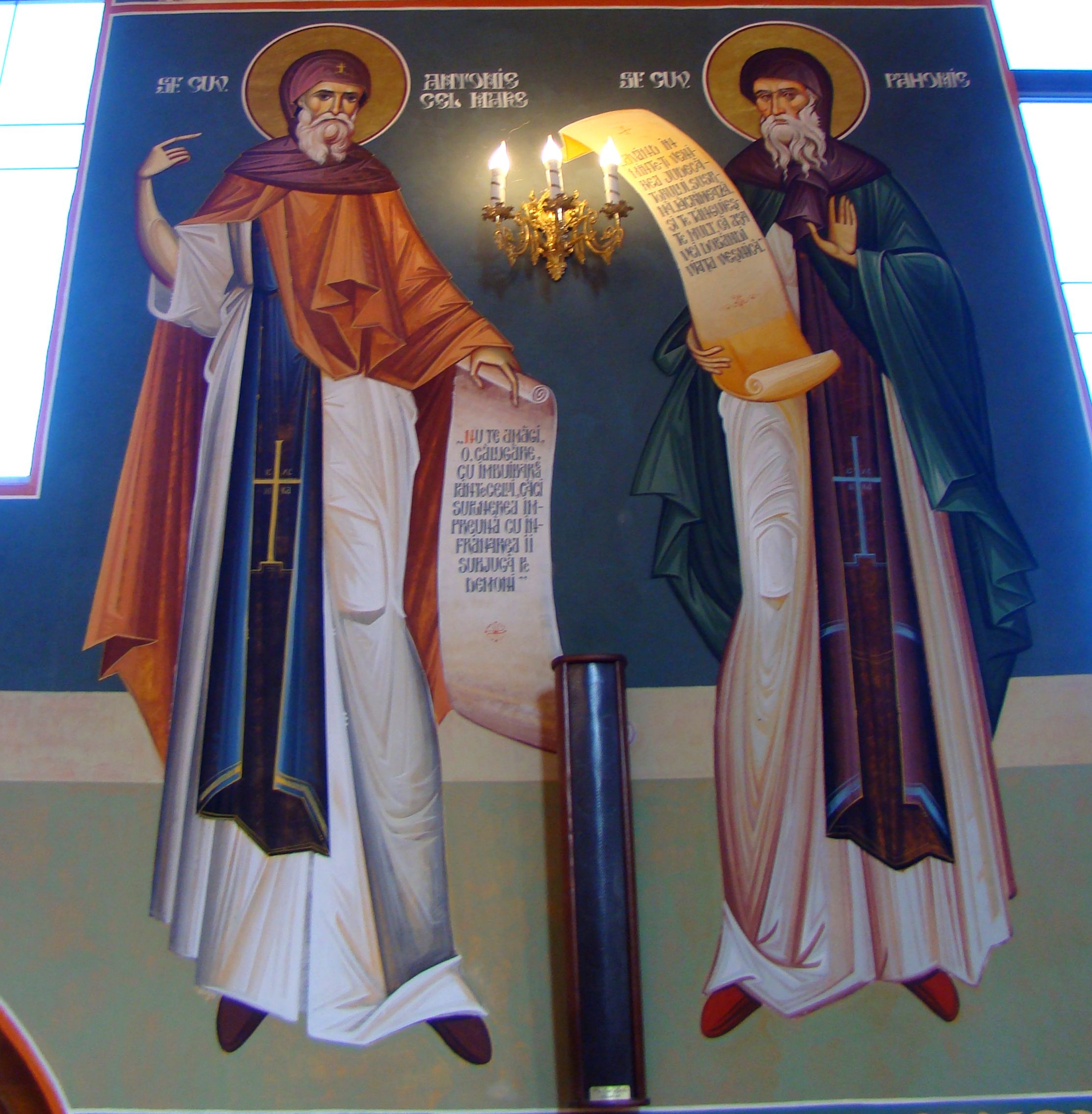
Sfinții cuvioși Antonie și Pahomie
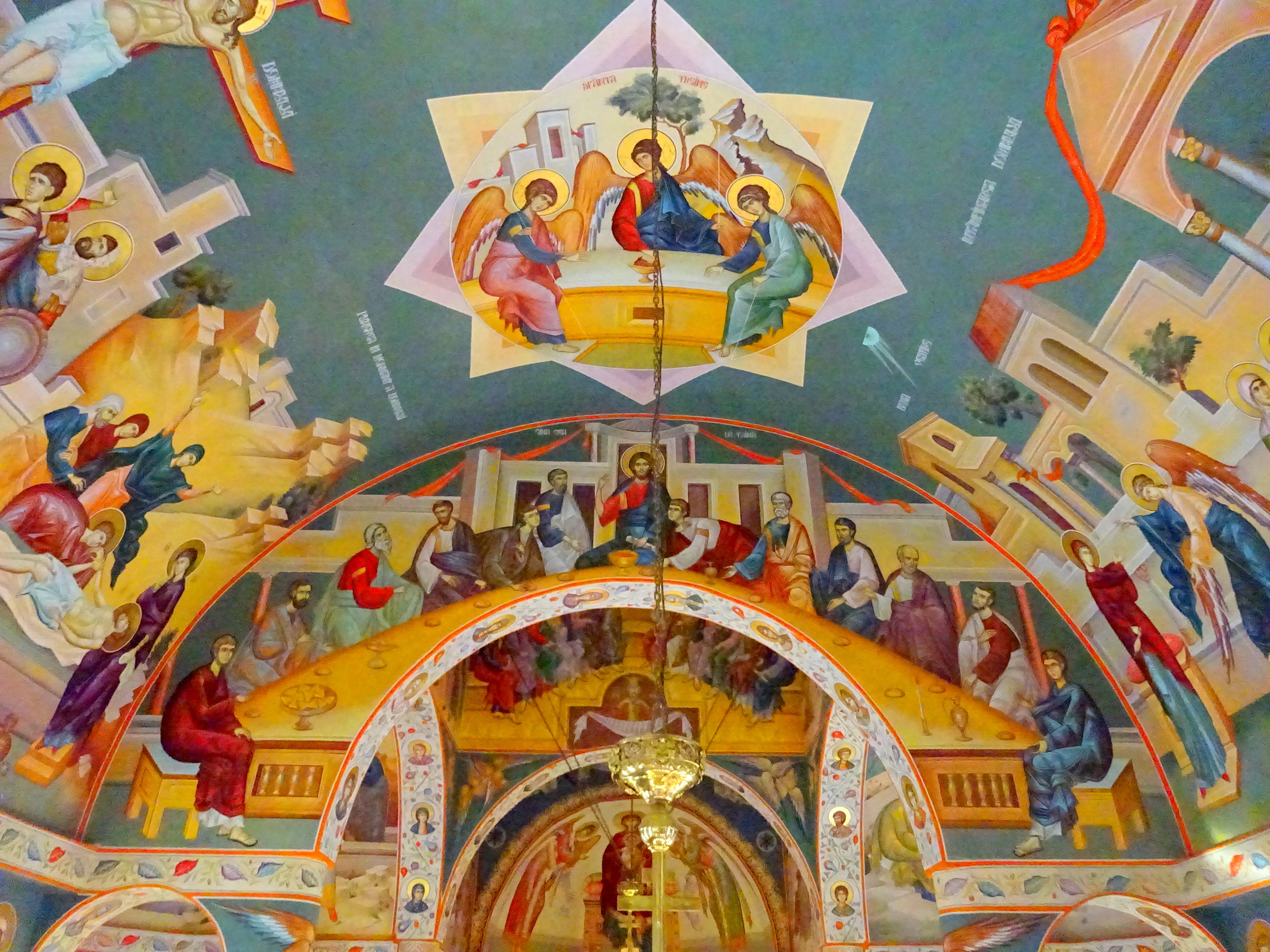
Cina cea de Taină
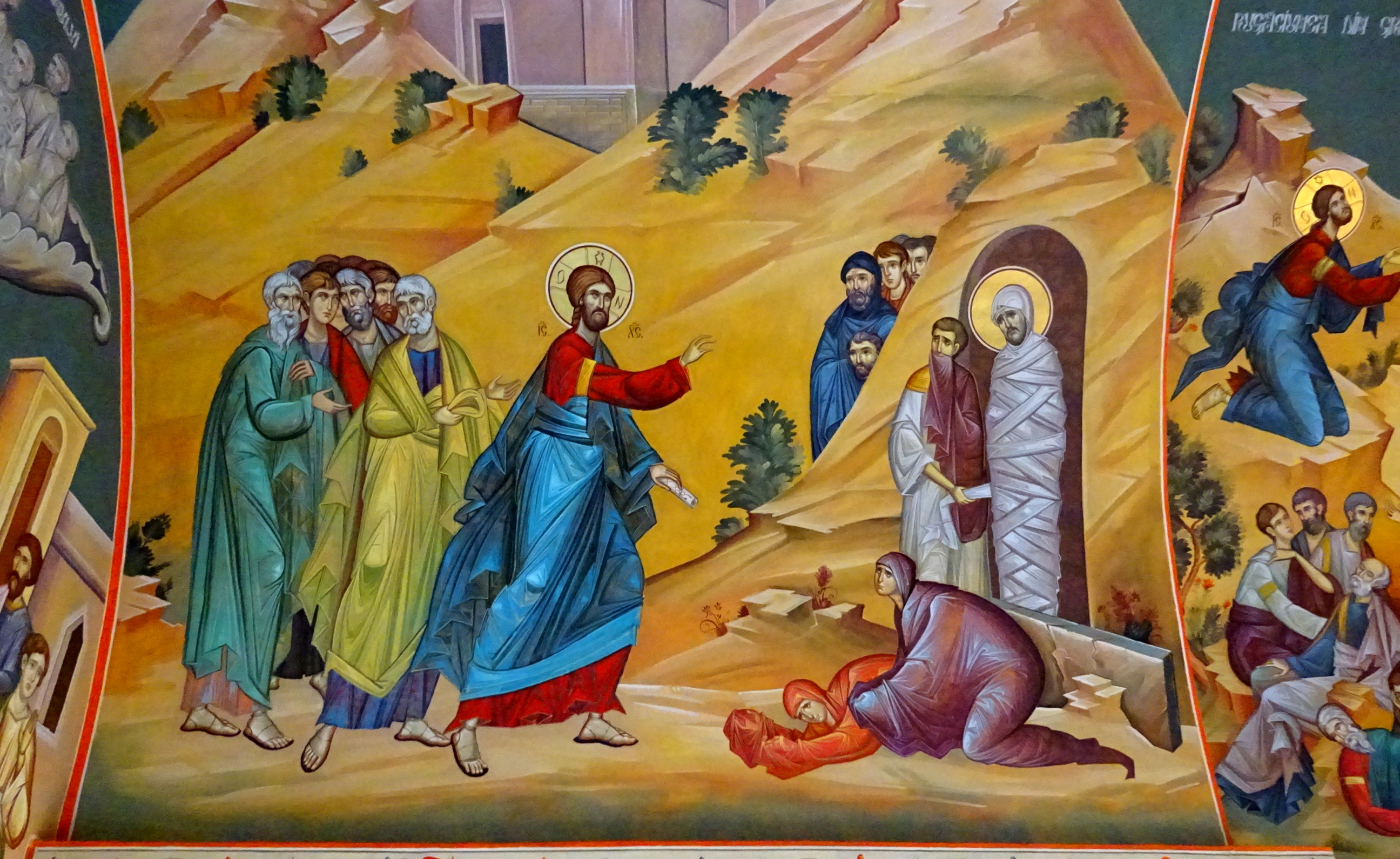
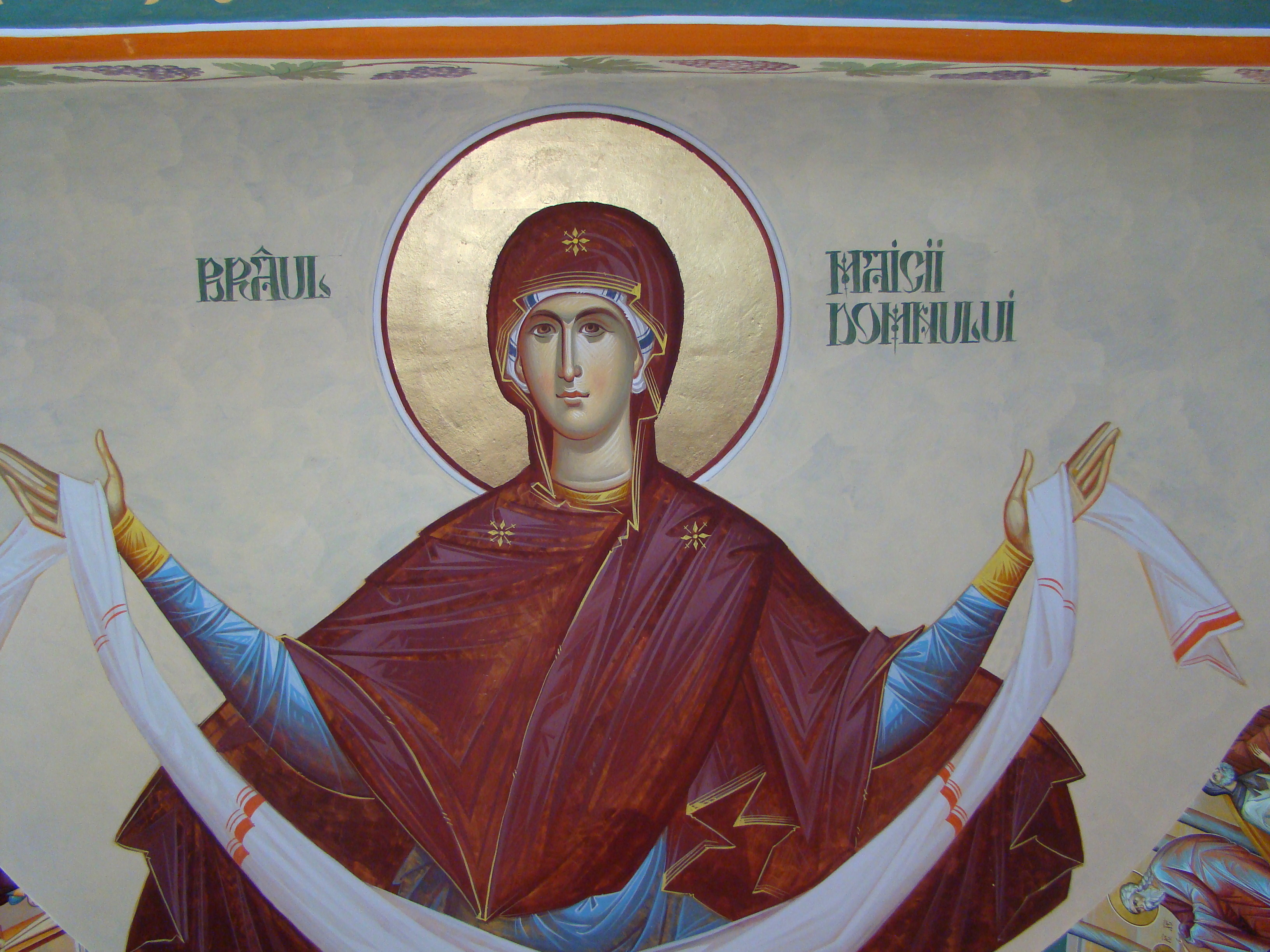
Brâul Maicii Domnului
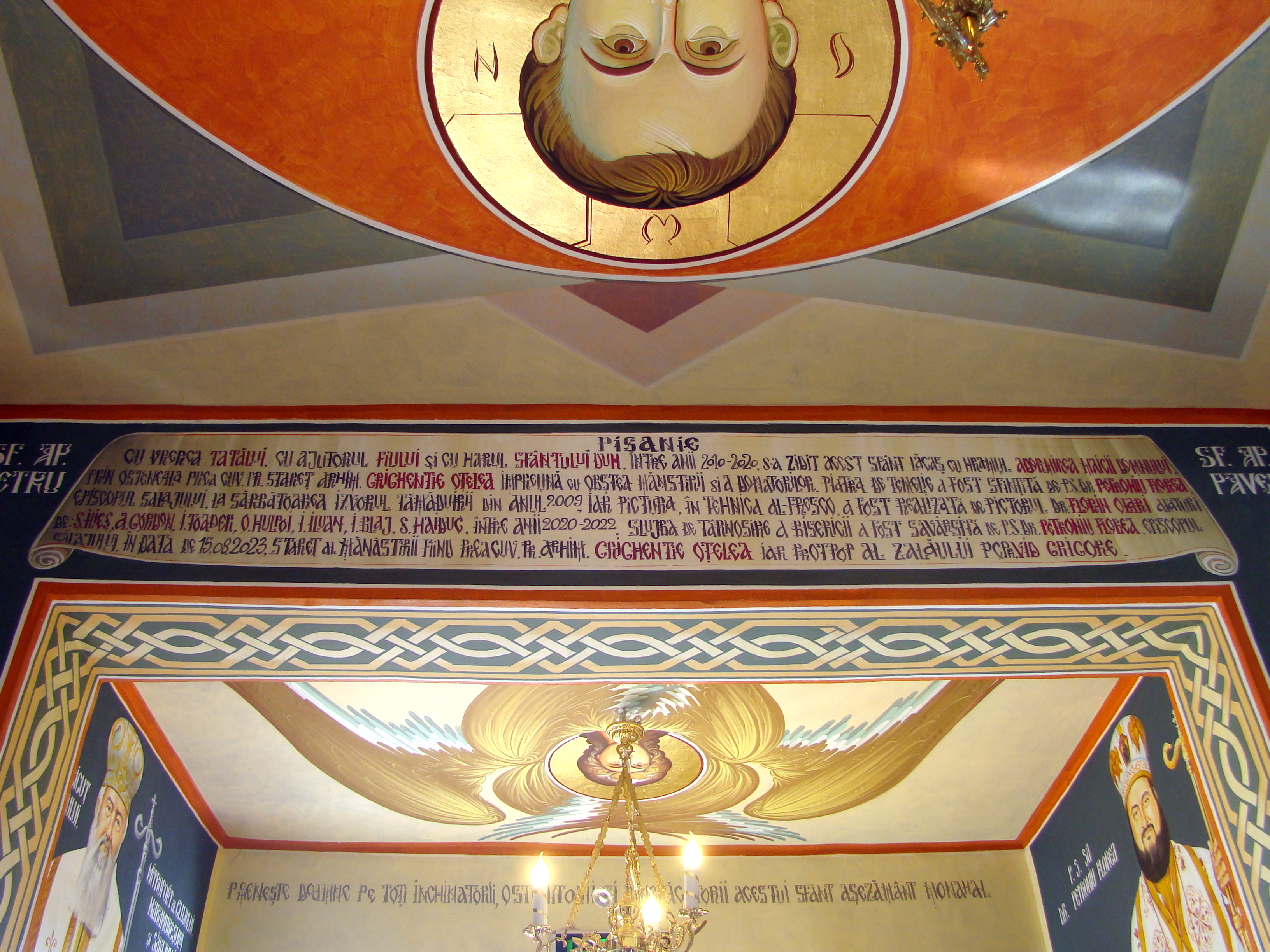
Pisania